# Puchar Świata w skokach narciarskich 2018/2019
Puchar Świata w skokach narciarskich 2018/2019 – 40. edycja Pucharu Świata mężczyzn w skokach narciarskich, która rozpoczęła się 17 listopada 2018 na skoczni im. Adama Małysza w Wiśle, a zakończyła 24 marca 2019 na Letalnicy w słoweńskiej Planicy. Zaplanowano rozegranie 28 konkursów indywidualnych, w tym 6 w lotach narciarskich, a także 7 zawodów drużynowych, w tym 2 w lotach narciarskich.
Terminarz zawodów zatwierdzony został w maju 2018 na kongresie FIS w Costa Navarino.
W porównaniu do ogłoszonego kalendarza doszło do następujących zmian w planie Pucharu Świata:
- zawody w Libercu, planowane na 12–13 stycznia 2019, zostały odwołane z powodów organizacyjnych. 10 lipca 2018 ogłoszono, że konkursy w tym terminie rozegrane zostaną we włoskim Predazzo[2].
- 28 września 2018 zawody w Vikersund zostały odwołane z powodu braku ważnej homologacji dla skoczni Vikersundbakken, wynikającego z niewprowadzenia przez organizatorów wymaganych przez FIS zmian w profilu skoczni[3][4]. Zawody zostały jednak przywrócone 16 listopada 2018[5].
- pierwszy konkurs w Ruce odbył się bez przeprowadzenia kwalifikacji (pomimo próby ich przeniesienia z 23 na 24 listopada[6][7]) i został ograniczony do jednej serii[8].
- zaplanowane na 8 i 9 grudnia 2018 konkursy w Titisee-Neustadt zostały odwołane z powodu wysokich temperatur, prognozowanego silnego wiatru oraz intensywnych opadów deszczu[9]. Wcześniej zaplanowany konkurs drużyn mieszanych zastąpiono zwykłym konkursem drużynowym z powodów finansowych[10]. W zamian za odwołane zawody do kalendarza wprowadzono dodatkowe konkursy: indywidualny 1 lutego 2019 na skoczni mamuciej w Oberstdorfie oraz drużynowy 15 lutego w Willingen[11]. Ten drugi nie został włączony do turnieju Willingen Five 2019, rozgrywanego między 15 a 17 lutego[12].
- kwalifikacje do zawodów w Bischofshofen przeniesiono z powodu silnych opadów śniegu z 5 na 6 stycznia 2019, a w samym konkursie zrezygnowano z rywalizacji w systemie KO[13].
- konkurs drużynowy w Oslo został ograniczony do jednej serii z powodu silnych podmuchów wiatru[14].

Zdobywcą Kryształowej Kuli za sezon 2018/2019 został Japończyk Ryōyū Kobayashi, zostając pierwszym zwycięzcą Pucharu Świata pochodzącym spoza Europy.

## Zwycięzcy

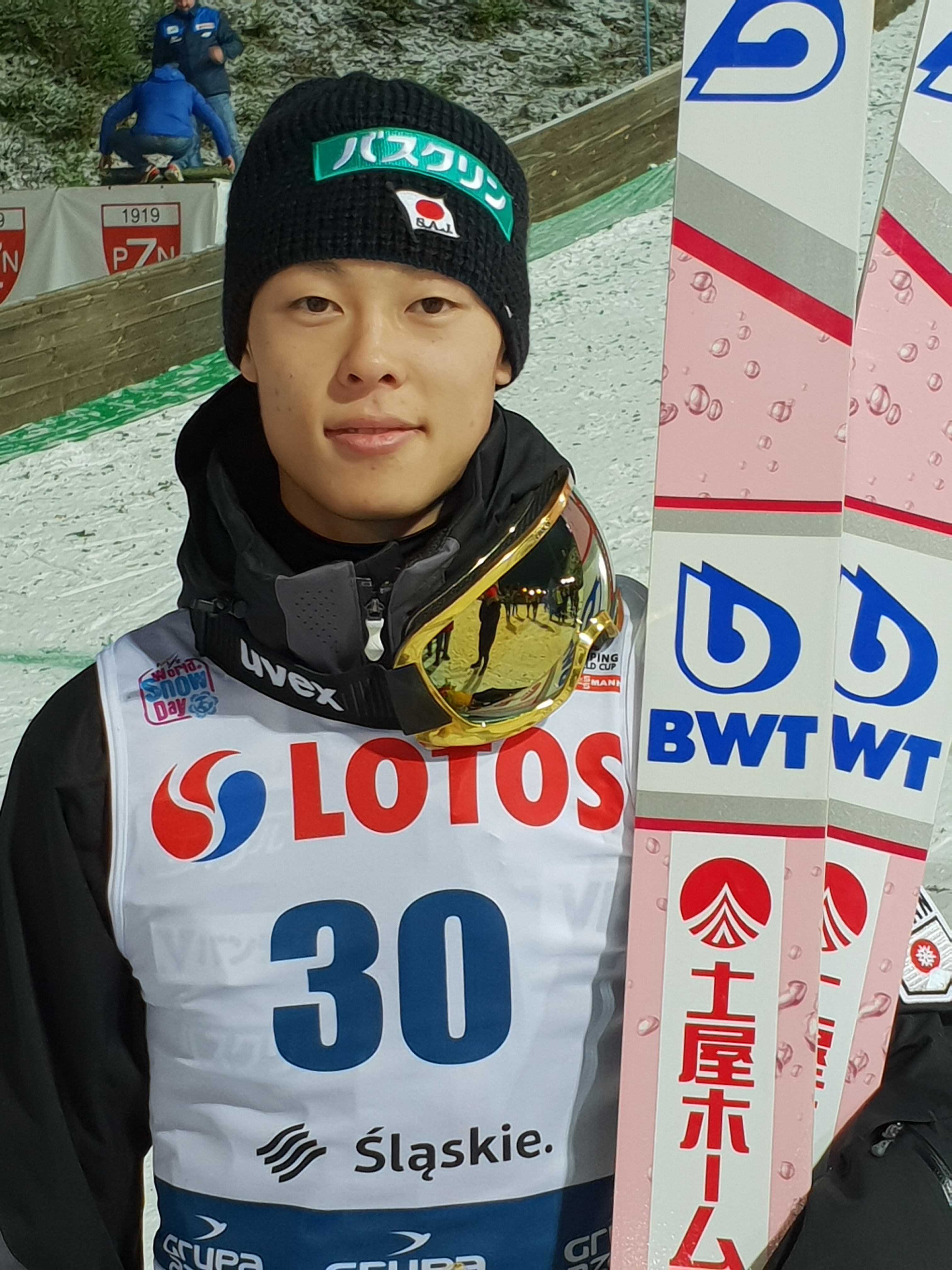
Ryōyū Kobayashi zdobywca Kryształowej Kuli za zwycięstwo w Pucharze Świata, zwycięzca Pucharu Świata w lotach 2018/2019, 67. Turnieju Czterech Skoczni, Willingen Five 2019, Raw Air 2019 oraz Planica 7 2019
Reprezentacja Polski zwycięzca klasyfikacji generalnej Pucharu Narodów 2018/2019

## Kalendarz zawodów
| Lp                                                                                              | Data                                                | Miejscowość                                         | HS                                                  | Szczegóły                                           | Uwagi                                               | 1. miejsce                                                                                | 2. miejsce                                                                           | 3. miejsce                                                                         |
| ----------------------------------------------------------------------------------------------- | --------------------------------------------------- | --------------------------------------------------- | --------------------------------------------------- | --------------------------------------------------- | --------------------------------------------------- | ----------------------------------------------------------------------------------------- | ------------------------------------------------------------------------------------ | ---------------------------------------------------------------------------------- |
| 1.                                                                                              | 17 listopada 2018                                   | Wisła                                               | HS134                                               | szczegóły                                           | nocny, druż.                                        | Polska 1. Piotr Żyła 2. Jakub Wolny 3. Dawid Kubacki 4. Kamil Stoch                       | Niemcy 1. Karl Geiger 2. Markus Eisenbichler 3. Stephan Leyhe 4. Richard Freitag     | Austria 1. Michael Hayböck 2. Clemens Aigner 3. Daniel Huber 4. Stefan Kraft       |
| 2.                                                                                              | 18 listopada 2018                                   | Wisła                                               | HS134                                               | szczegóły                                           | nocny                                               | Jewgienij Klimow                                                                          | Stephan Leyhe                                                                        | Ryōyū Kobayashi                                                                    |
| 3.                                                                                              | 24 listopada 2018                                   | Ruka                                                | HS142                                               | szczegóły                                           | nocny                                               | Ryōyū Kobayashi                                                                           | Kamil Stoch                                                                          | Piotr Żyła                                                                         |
| 4.                                                                                              | 25 listopada 2018                                   | Ruka                                                | HS142                                               | szczegóły                                           | nocny                                               | Ryōyū Kobayashi                                                                           | Andreas Wellinger                                                                    | Kamil Stoch                                                                        |
| 5.                                                                                              | 1 grudnia 2018                                      | Niżny Tagił                                         | HS134                                               | szczegóły                                           | nocny                                               | Johann André Forfang                                                                      | Piotr Żyła                                                                           | Ryōyū Kobayashi                                                                    |
| 6.                                                                                              | 2 grudnia 2018                                      | Niżny Tagił                                         | HS134                                               | szczegóły                                           | nocny                                               | Ryōyū Kobayashi                                                                           | Johann André Forfang                                                                 | Piotr Żyła                                                                         |
|                                                                                                 | 8 grudnia 2018                                      | Titisee-Neustadt                                    | HS142                                               | –                                                   | nocny, druż                                         | odwołany                                                                                  | odwołany                                                                             | odwołany                                                                           |
|                                                                                                 | 9 grudnia 2018                                      | Titisee-Neustadt                                    | HS142                                               | –                                                   | nocny                                               | odwołany                                                                                  | odwołany                                                                             | odwołany                                                                           |
| 7.                                                                                              | 15 grudnia 2018                                     | Engelberg                                           | HS140                                               | szczegóły                                           | nocny                                               | Karl Geiger                                                                               | Piotr Żyła                                                                           | Daniel Huber                                                                       |
| 8.                                                                                              | 16 grudnia 2018                                     | Engelberg                                           | HS140                                               | szczegóły                                           | –                                                   | Ryōyū Kobayashi                                                                           | Piotr Żyła                                                                           | Kamil Stoch                                                                        |
| 9.                                                                                              | 30 grudnia 2018                                     | Oberstdorf                                          | HS137                                               | szczegóły                                           | TCS, nocny                                          | Ryōyū Kobayashi                                                                           | Markus Eisenbichler                                                                  | Stefan Kraft                                                                       |
| 10.                                                                                             | 1 stycznia 2019                                     | Garmisch-Partenkirchen                              | HS142                                               | szczegóły                                           | TCS                                                 | Ryōyū Kobayashi                                                                           | Markus Eisenbichler                                                                  | Dawid Kubacki                                                                      |
| 11.                                                                                             | 4 stycznia 2019                                     | Innsbruck                                           | HS130                                               | szczegóły                                           | TCS                                                 | Ryōyū Kobayashi                                                                           | Stefan Kraft                                                                         | Andreas Stjernen                                                                   |
| 12.                                                                                             | 6 stycznia 2019                                     | Bischofshofen                                       | HS142                                               | szczegóły                                           | TCS, nocny                                          | Ryōyū Kobayashi                                                                           | Dawid Kubacki                                                                        | Stefan Kraft                                                                       |
| 67. Turniej Czterech Skoczni – klasyfikacja końcowa                                             | 67. Turniej Czterech Skoczni – klasyfikacja końcowa | 67. Turniej Czterech Skoczni – klasyfikacja końcowa | 67. Turniej Czterech Skoczni – klasyfikacja końcowa | 67. Turniej Czterech Skoczni – klasyfikacja końcowa | 67. Turniej Czterech Skoczni – klasyfikacja końcowa | Ryōyū Kobayashi                                                                           | Markus Eisenbichler                                                                  | Stephan Leyhe                                                                      |
| 13.                                                                                             | 12 stycznia 2019                                    | Predazzo                                            | HS135                                               | szczegóły                                           | nocny                                               | Ryōyū Kobayashi                                                                           | Dawid Kubacki                                                                        | Kamil Stoch                                                                        |
| 14.                                                                                             | 13 stycznia 2019                                    | Predazzo                                            | HS135                                               | szczegóły                                           | nocny                                               | Dawid Kubacki                                                                             | Stefan Kraft                                                                         | Kamil Stoch                                                                        |
| 15.                                                                                             | 19 stycznia 2019                                    | Zakopane                                            | HS140                                               | szczegóły                                           | nocny, druż.                                        | Niemcy 1. Karl Geiger 2. Markus Eisenbichler 3. David Siegel 4. Stephan Leyhe             | Austria 1. Daniel Huber 2. Jan Hörl 3. Michael Hayböck 4. Stefan Kraft               | Polska 1. Piotr Żyła 2. Maciej Kot 3. Kamil Stoch 4. Dawid Kubacki                 |
| 16.                                                                                             | 20 stycznia 2019                                    | Zakopane                                            | HS140                                               | szczegóły                                           | nocny                                               | Stefan Kraft                                                                              | Robert Johansson                                                                     | Yukiya Satō                                                                        |
| 17.                                                                                             | 26 stycznia 2019                                    | Sapporo                                             | HS137                                               | szczegóły                                           | nocny                                               | Stefan Kraft                                                                              | Kamil Stoch                                                                          | Robert Johansson                                                                   |
| 18.                                                                                             | 27 stycznia 2019                                    | Sapporo                                             | HS137                                               | szczegóły                                           | –                                                   | Stefan Kraft                                                                              | Timi Zajc                                                                            | Ryōyū Kobayashi                                                                    |
| 19.                                                                                             | 1 lutego 2019                                       | Oberstdorf                                          | HS235                                               | szczegóły                                           | loty, nocny                                         | Timi Zajc                                                                                 | Dawid Kubacki                                                                        | Markus Eisenbichler                                                                |
| 20.                                                                                             | 2 lutego 2019                                       | Oberstdorf                                          | HS235                                               | szczegóły                                           | loty, nocny                                         | Ryōyū Kobayashi                                                                           | Markus Eisenbichler                                                                  | Stefan Kraft                                                                       |
| 21.                                                                                             | 3 lutego 2019                                       | Oberstdorf                                          | HS235                                               | szczegóły                                           | loty, nocny                                         | Kamil Stoch                                                                               | Jewgienij Klimow                                                                     | Dawid Kubacki                                                                      |
| 22.                                                                                             | 9 lutego 2019                                       | Lahti                                               | HS130                                               | szczegóły                                           | nocny, druż.                                        | Austria 1. Philipp Aschenwald 2. Gregor Schlierenzauer 3. Michael Hayböck 4. Stefan Kraft | Niemcy 1. Karl Geiger 2. Richard Freitag 3. Andreas Wellinger 4. Stephan Leyhe       | Japonia 1. Yukiya Satō 2. Daiki Itō 3. Junshirō Kobayashi 4. Ryōyū Kobayashi       |
| 23.                                                                                             | 10 lutego 2019                                      | Lahti                                               | HS130                                               | szczegóły                                           | nocny                                               | Kamil Stoch                                                                               | Ryōyū Kobayashi                                                                      | Robert Johansson                                                                   |
| 24.                                                                                             | 15 lutego 2019                                      | Willingen                                           | HS145                                               | szczegóły                                           | nocny, druż.                                        | Polska 1. Piotr Żyła 2. Jakub Wolny 3. Dawid Kubacki 4. Kamil Stoch                       | Niemcy 1. Karl Geiger 2. Richard Freitag 3. Markus Eisenbichler 4. Stephan Leyhe     | Słowenia 1. Anže Semenič 2. Peter Prevc 3. Jernej Damjan 4. Timi Zajc              |
| 25.                                                                                             | 16 lutego 2019                                      | Willingen                                           | HS145                                               | szczegóły                                           | WF, nocny                                           | Karl Geiger                                                                               | Kamil Stoch                                                                          | Ryōyū Kobayashi                                                                    |
| 26.                                                                                             | 17 lutego 2019                                      | Willingen                                           | HS145                                               | szczegóły                                           | WF                                                  | Ryōyū Kobayashi                                                                           | Markus Eisenbichler                                                                  | Piotr Żyła                                                                         |
| Willingen Five 2019 – klasyfikacja końcowa                                                      | Willingen Five 2019 – klasyfikacja końcowa          | Willingen Five 2019 – klasyfikacja końcowa          | Willingen Five 2019 – klasyfikacja końcowa          | Willingen Five 2019 – klasyfikacja końcowa          | Willingen Five 2019 – klasyfikacja końcowa          | Ryōyū Kobayashi                                                                           | Piotr Żyła                                                                           | Karl Geiger                                                                        |
|                                                                                                 |                                                     |                                                     |                                                     |                                                     |                                                     |                                                                                           |                                                                                      |                                                                                    |
| Mistrzostwa Świata w Narciarstwie Klasycznym 2019 • Seefeld/Innsbruck, 22 lutego – 2 marca 2019 |                                                     |                                                     |                                                     |                                                     |                                                     |                                                                                           |                                                                                      |                                                                                    |
|                                                                                                 |                                                     |                                                     |                                                     |                                                     |                                                     |                                                                                           |                                                                                      |                                                                                    |
| 27.                                                                                             | 9 marca 2019                                        | Oslo                                                | HS134                                               | szczegóły                                           | RA, druż.                                           | Norwegia 1. Johann André Forfang 2. Robin Pedersen 3. Marius Lindvik 4. Robert Johansson  | Japonia 1. Yukiya Satō 2. Noriaki Kasai 3. Junshirō Kobayashi 4. Ryōyū Kobayashi     | Austria 1. Michael Hayböck 2. Manuel Fettner 3. Philipp Aschenwald 4. Stefan Kraft |
| 28.                                                                                             | 10 marca 2019                                       | Oslo                                                | HS134                                               | szczegóły                                           | RA                                                  | Robert Johansson                                                                          | Stefan Kraft                                                                         | Peter Prevc                                                                        |
| 29.                                                                                             | 12 marca 2019                                       | Lillehammer                                         | HS140                                               | szczegóły                                           | RA, nocny                                           | Stefan Kraft                                                                              | Robert Johansson                                                                     | Ryōyū Kobayashi                                                                    |
| 30.                                                                                             | 14 marca 2019                                       | Trondheim                                           | HS138                                               | szczegóły                                           | RA, nocny                                           | Ryōyū Kobayashi                                                                           | Andreas Stjernen                                                                     | Stefan Kraft                                                                       |
| 31.                                                                                             | 16 marca 2019                                       | Vikersund                                           | HS240                                               | szczegóły                                           | RA, loty, nocny, druż.                              | Słowenia 1. Anže Semenič 2. Peter Prevc 3. Domen Prevc 4. Timi Zajc                       | Niemcy 1. Constantin Schmid 2. Richard Freitag 3. Karl Geiger 4. Markus Eisenbichler | Austria 1. Michael Hayböck 2. Philipp Aschenwald 3. Daniel Huber 4. Stefan Kraft   |
| 32.                                                                                             | 17 marca 2019                                       | Vikersund                                           | HS240                                               | szczegóły                                           | RA, loty, nocny                                     | Domen Prevc                                                                               | Ryōyū Kobayashi                                                                      | Stefan Kraft                                                                       |
| Raw Air 2019 – klasyfikacja końcowa                                                             | Raw Air 2019 – klasyfikacja końcowa                 | Raw Air 2019 – klasyfikacja końcowa                 | Raw Air 2019 – klasyfikacja końcowa                 | Raw Air 2019 – klasyfikacja końcowa                 | Raw Air 2019 – klasyfikacja końcowa                 | Ryōyū Kobayashi                                                                           | Stefan Kraft                                                                         | Robert Johansson                                                                   |
| 33.                                                                                             | 22 marca 2019                                       | Planica                                             | HS240                                               | szczegóły                                           | P7, loty                                            | Markus Eisenbichler                                                                       | Ryōyū Kobayashi                                                                      | Piotr Żyła                                                                         |
| 34.                                                                                             | 23 marca 2019                                       | Planica                                             | HS240                                               | szczegóły                                           | P7, loty, druż.                                     | Polska 1. Jakub Wolny 2. Kamil Stoch 3. Dawid Kubacki 4. Piotr Żyła                       | Niemcy 1. Karl Geiger 2. Constantin Schmid 3. Richard Freitag 4. Markus Eisenbichler | Słowenia 1. Anže Semenič 2. Peter Prevc 3. Domen Prevc 4. Timi Zajc                |
| 35.                                                                                             | 24 marca 2019                                       | Planica                                             | HS240                                               | szczegóły                                           | P7, loty                                            | Ryōyū Kobayashi                                                                           | Domen Prevc                                                                          | Markus Eisenbichler                                                                |
| Planica 7 (2019) – klasyfikacja końcowa                                                         | Planica 7 (2019) – klasyfikacja końcowa             | Planica 7 (2019) – klasyfikacja końcowa             | Planica 7 (2019) – klasyfikacja końcowa             | Planica 7 (2019) – klasyfikacja końcowa             | Planica 7 (2019) – klasyfikacja końcowa             | Ryōyū Kobayashi                                                                           | Markus Eisenbichler                                                                  | Timi Zajc                                                                          |
|                                                                                                 |                                                     |                                                     |                                                     |                                                     |                                                     |                                                                                           |                                                                                      |                                                                                    |
| Klasyfikacje generalne                                                                          | Klasyfikacje generalne                              | Klasyfikacje generalne                              | Klasyfikacje generalne                              | Klasyfikacje generalne                              | Klasyfikacje generalne                              | 1. miejsce                                                                                | 2. miejsce                                                                           | 3. miejsce                                                                         |
| Puchar Świata w skokach narciarskich 2018/2019                                                  | Puchar Świata w skokach narciarskich 2018/2019      | Puchar Świata w skokach narciarskich 2018/2019      | Puchar Świata w skokach narciarskich 2018/2019      | Puchar Świata w skokach narciarskich 2018/2019      | Puchar Świata w skokach narciarskich 2018/2019      | Ryōyū Kobayashi                                                                           | Stefan Kraft                                                                         | Kamil Stoch                                                                        |
| Puchar Świata w lotach narciarskich 2018/2019                                                   | Puchar Świata w lotach narciarskich 2018/2019       | Puchar Świata w lotach narciarskich 2018/2019       | Puchar Świata w lotach narciarskich 2018/2019       | Puchar Świata w lotach narciarskich 2018/2019       | Puchar Świata w lotach narciarskich 2018/2019       | Ryōyū Kobayashi                                                                           | Markus Eisenbichler                                                                  | Piotr Żyła                                                                         |
| Puchar Narodów w skokach narciarskich 2018/2019                                                 | Puchar Narodów w skokach narciarskich 2018/2019     | Puchar Narodów w skokach narciarskich 2018/2019     | Puchar Narodów w skokach narciarskich 2018/2019     | Puchar Narodów w skokach narciarskich 2018/2019     | Puchar Narodów w skokach narciarskich 2018/2019     | Polska                                                                                    | Niemcy                                                                               | Japonia                                                                            |

Legenda:
| zawody indywidualne | zawody drużynowe | Turniej Czterech Skoczni | Raw Air | PŚ w lotach | Willingen Five | Planica 7 |

## Skocznie
W tabeli podano rekordy skoczni obowiązujące przed rozpoczęciem Pucharu Świata 2018/2019 lub ustanowione bądź wyrównane w trakcie jego trwania (wyróżnione wytłuszczeniem).
| Zdjęcie         | Nazwa skoczni                | Miejscowość            | K    | HS    | Rekord skoczni | Rekord skoczni       | Rekord skoczni | Źr.           |
| Zdjęcie         | Nazwa skoczni                | Miejscowość            | K    | HS    | Odległość      | Rekordzista          | Data           | Źr.           |
| --------------- | ---------------------------- | ---------------------- | ---- | ----- | -------------- | -------------------- | -------------- | ------------- |
|                 | im. Adama Małysza            | Wisła                  | K120 | HS134 | 139,0 m        | Stefan Kraft         | 08.01.2013     | [ 17 ]        |
|                 | Rukatunturi                  | Ruka                   | K120 | HS142 | 147,5 m        | Stefan Kraft         | 25.11.2017     | [ 18 ]        |
| Ryōyū Kobayashi | Rukatunturi                  | Ruka                   | K120 | HS142 | 147,5 m        | 25.11.2018           |                | [ 18 ]        |
|                 | Aist                         | Niżny Tagił            | K120 | HS134 | 141,5 m        | Johann André Forfang | 02.12.2017     | [ 19 ]        |
|                 | Gross-Titlis-Schanze         | Engelberg              | K125 | HS140 | 144,0 m        | Domen Prevc          | 18.12.2016     | [ 20 ]        |
| Ryōyū Kobayashi | Gross-Titlis-Schanze         | Engelberg              | K125 | HS140 | 144,0 m        | 16.12.2018           |                | [ 20 ]        |
|                 | Schattenbergschanze          | Oberstdorf             | K120 | HS137 | 143,5 m        | Sigurd Pettersen     | 29.12.2003     | [ 21 ]        |
|                 | Große Olympiaschanze         | Garmisch-Partenkirchen | K125 | HS142 | 143,5 m        | Simon Ammann         | 01.01.2010     | [ 22 ]        |
|                 | Bergisel                     | Innsbruck              | K120 | HS130 | 138,0 m        | Michael Hayböck      | 04.01.2015     | [ 23 ]        |
|                 | Paul-Ausserleitner-Schanze   | Bischofshofen          | K125 | HS142 | 145,0 m        | Dawid Kubacki        | 06.01.2019     | [ 24 ]        |
|                 | Trampolino Dal Ben           | Predazzo               | K120 | HS135 | 136,0 m        | Adam Małysz          | 22.02.2003     | [ 25 ]        |
| Ryōyū Kobayashi | Trampolino Dal Ben           | Predazzo               | K120 | HS135 | 136,0 m        | 12.01.2019           |                | [ 25 ]        |
|                 | Wielka Krokiew               | Zakopane               | K125 | HS140 | 143,5 m        | Dawid Kubacki        | 19.01.2019     | [ 26 ]        |
|                 | Ōkurayama                    | Sapporo                | K123 | HS137 | 148,5 m        | Kamil Stoch          | 26.01.2019     | [ 27 ]        |
|                 | Heini-Klopfer-Skiflugschanze | Oberstdorf             | K200 | HS235 | 238,5 m        | Daniel-André Tande   | 19.01.2018     | [ 28 ]        |
|                 | Salpausselkä                 | Lahti                  | K116 | HS130 | 138,0 m        | Johann André Forfang | 04.03.2017     | [ 29 ]        |
|                 | Mühlenkopfschanze            | Willingen              | K130 | HS145 | 152,0 m        | Janne Ahonen         | 09.01.2005     | [ 30 ]        |
| Jurij Tepeš     | Mühlenkopfschanze            | Willingen              | K130 | HS145 | 152,0 m        | 01.02.2014           |                | [ 30 ]        |
|                 | Holmenkollbakken             | Oslo                   | K120 | HS134 | 144,0 m        | Robert Johansson     | 09.03.2019     | [ 31 ]        |
|                 | Lysgårdsbakken               | Lillehammer            | K123 | HS140 | 146,0 m        | Simon Ammann         | 05.12.2009     | [ 32 ]        |
|                 | Granåsen                     | Trondheim              | K124 | HS138 | 146,0 m        | Kamil Stoch          | 15.03.2018     | [ 33 ] [ 34 ] |
|                 | Vikersundbakken              | Vikersund              | K200 | HS240 | 253,5 m        | Stefan Kraft         | 18.03.2017     | [ 35 ]        |
|                 | Letalnica                    | Planica                | K200 | HS240 | 252,0 m        | Ryōyū Kobayashi      | 24.03.2019     | [ 36 ]        |

## Statystyki indywidualne
| Zawodnik | Wisła 18.11 | Ruka 24.11 | Ruka 25.11 | Niżny Tagił 1.12 | Niżny Tagił 2.12 | Engelberg 15.12 | Engelberg 16.12 | Oberstdorf 30.12 | Garmisch-Partenkirchen 1.01 | Innsbruck 4.01 | Bischofshofen 6.01 | Predazzo 12.01 | Predazzo 13.01 | Zakopane 20.01 | Sapporo 26.01 | Sapporo 27.01 | Oberstdorf 1.02 | Oberstdorf 2.02 | Oberstdorf 3.02 | Lahti 10.02 | Willingen 16.02 | Willingen 17.02 | Oslo 10.03 | Lillehammer 12.03 | Trondheim 14.03 | Vikersund 17.03 | Planica 22.03 | Planica 24.03 |         |
| Austria | Austria     | Austria    | Austria    | Austria          | Austria          | Austria         | Austria         | Austria          | Austria                     | Austria        | Austria            | Austria        | Austria        | Austria        | Austria       | Austria       | Austria         | Austria         | Austria         | Austria     | Austria         | Austria         | Austria    | Austria           | Austria         | Austria         | Austria       | Austria       | Austria |
| --- | ----------- | ---------- | ---------- | ---------------- | ---------------- | --------------- | --------------- | ---------------- | --------------------------- | -------------- | ------------------ | -------------- | -------------- | -------------- | ------------- | ------------- | --------------- | --------------- | --------------- | ----------- | --------------- | --------------- | ---------- | ----------------- | --------------- | --------------- | ------------- | ------------- | ------- |
| Clemens Aigner | 24          | 44         | 41         | q                | 43               | 27              | 51              | –                | –                           | 35             | 41                 | –              | –              | –              | 21            | 31            | 33              | 17              | q               | 26          | –               | –               | 25         | 34                | 40              | q               | q             | –             |         |
| Philipp Aschenwald | q           | 42         | 16         | 39               | 40               | q               | 37              | 35               | 42                          | 23             | 35                 | 22             | 37             | 29             | –             | –             | 15              | 7               | dns             | 11          | 16              | 17              | 4          | 9                 | 19              | q               | 22            | 23            |         |
| Manuel Fettner | 27          | 22         | 15         | q                | 16               | 28              | 48              | 48               | 28                          | 16             | 24                 | 8              | 24             | 32             | 23            | 19            | –               | –               | –               | 23          | 31              | 28              | 27         | 17                | 26              | 34              | q             | 30            |         |
| David Haagen | –           | –          | –          | –                | –                | –               | –               | –                | –                           | q              | q                  | –              | –              | –              | –             | –             | –               | –               | –               | –           | –               | –               | –          | –                 | –               | –               | –             | –             |         |
| Michael Hayböck | 32          | 55         | q          | –                | –                | 10              | 41              | 27               | 45                          | 21             | 14                 | 33             | 22             | 16             | –             | –             | q               | 11              | 14              | 13          | 24              | 20              | 23         | 16                | 25              | 21              | 17            | 18            |         |
| Thomas Hofer | –           | –          | –          | –                | –                | –               | –               | –                | –                           | q              | 44                 | –              | –              | –              | –             | –             | –               | –               | –               | –           | –               | –               | –          | –                 | –               | –               | –             | –             |         |
| Jan Hörl | –           | –          | –          | –                | –                | –               | –               | –                | –                           | 29             | 33                 | 32             | 38             | 21             | 17            | 15            | q               | q               | 35              | 20          | dsq             | 42              | 31         | 42                | 47              | q               | –             | –             |         |
| Daniel Huber | 18          | 14         | 46         | 24               | 28               | 3               | q               | 10               | 15                          | 14             | 11                 | 24             | 31             | 6              | 8             | 18            | 9               | 37              | 23              | –           | 21              | 12              | 15         | 19                | 39              | 17              | 16            | 21            |         |
| Stefan Huber | –           | –          | –          | –                | –                | –               | –               | –                | –                           | –              | –                  | –              | –              | –              | –             | –             | –               | –               | –               | –           | –               | –               | –          | –                 | –               | –               | q             | –             |         |
| Andreas Kofler | –           | –          | –          | –                | –                | –               | –               | –                | –                           | q              | q                  | –              | –              | –              | –             | –             | –               | –               | –               | –           | –               | –               | –          | –                 | –               | –               | –             | –             |         |
| Stefan Kraft | 21          | 26         | 10         | 5                | 20               | 8               | 12              | 3                | 49                          | 2              | 3                  | 4              | 2              | 1              | 1             | 1             | 6               | 3               | 7               | 4           | 11              | 10              | 2          | 1                 | 3               | 3               | 14            | 17            |         |
| Clemens Leitner | –           | –          | –          | –                | –                | –               | –               | –                | –                           | 48             | 42                 | –              | –              | –              | 34            | 41            | –               | –               | –               | –           | –               | –               | –          | –                 | –               | –               | –             | –             |         |
| Markus Schiffner | –           | –          | –          | –                | –                | 39              | 43              | 30               | 47                          | q              | q                  | 30             | 34             | 34             | 41            | 45            | –               | –               | –               | –           | –               | –               | –          | –                 | –               | –               | –             | –             |         |
| Gregor Schlierenzauer | 48          | 12         | q          | 34               | 45               | –               | –               | –                | –                           | –              | –                  | –              | –              | –              | –             | –             | –               | –               | –               | 30          | 42              | dsq             | –          | –                 | –               | –               | –             | –             |         |
| Ulrich Wohlgenannt | –           | –          | –          | –                | –                | –               | –               | –                | –                           | –              | –                  | –              | –              | –              | –             | –             | 32              | 28              | q               | –           | –               | –               | –          | –                 | –               | –               | –             | –             |         |
| Bułgaria |             |            |            |                  |                  |                 |                 |                  |                             |                |                    |                |                |                |               |               |                 |                 |                 |             |                 |                 |            |                   |                 |                 |               |               |         |
| Władimir Zografski | 47          | 6          | 48         | 15               | 15               | 19              | 26              | 23               | 25                          | 27             | 28                 | 28             | 27             | 31             | –             | –             | q               | 39              | q               | 18          | –               | –               | 34         | q                 | q               | q               | q             | 27            |         |
| Czechy |             |            |            |                  |                  |                 |                 |                  |                             |                |                    |                |                |                |               |               |                 |                 |                 |             |                 |                 |            |                   |                 |                 |               |               |         |
| Lukáš Hlava | 29          | 18         | 34         | q                | 42               | q               | 50              | 46               | q                           | q              | q                  | –              | –              | –              | –             | –             | –               | –               | –               | 45          | dsq             | 47              | 29         | –                 | –               | –               | q             | –             |         |
| Roman Koudelka | 25          | 19         | 17         | 23               | 17               | 11              | 9               | 11               | 4                           | 9              | 6                  | 6              | 14             | 10             | 4             | 14            | 12              | 19              | 25              | 17          | 26              | 24              | 7          | 22                | 21              | 36              | –             | –             |         |
| Čestmír Kožíšek | q           | 54         | 43         | 29               | 47               | q               | q               | q                | q                           | 38             | 30                 | 35             | 51             | 28             | 31            | 47            | 36              | q               | 28              | 37          | –               | –               | q          | q                 | 47              | q               | q             | –             |         |
| Viktor Polášek | 12          | 51         | 42         | 42               | 22               | 25              | 39              | 28               | q                           | 44             | 46                 | 31             | 32             | 39             | 28            | 34            | –               | –               | –               | 36          | 29              | 41              | 30         | 32                | 23              | 37              | –             | –             |         |
| Filip Sakala | –           | –          | –          | –                | –                | –               | –               | –                | –                           | –              | –                  | –              | –              | q              | –             | –             | –               | –               | –               | –           | q               | q               | –          | –                 | –               | –               | q             | –             |         |
| Tomáš Vančura | –           | –          | –          | –                | –                | –               | –               | –                | –                           | –              | –                  | –              | –              | –              | –             | –             | 28              | 38              | 39              | –           | –               | –               | –          | –                 | –               | q               | q             | –             |         |
| Estonia |             |            |            |                  |                  |                 |                 |                  |                             |                |                    |                |                |                |               |               |                 |                 |                 |             |                 |                 |            |                   |                 |                 |               |               |         |
| Artti Aigro | –           | 39         | 19         | –                | –                | –               | –               | –                | –                           | –              | –                  | –              | –              | –              | –             | –             | –               | –               | –               | –           | –               | –               | q          | q                 | q               | q               | q             | –             |         |
| Kevin Maltsev | –           | –          | –          | –                | –                | –               | –               | –                | –                           | –              | –                  | –              | –              | –              | –             | –             | –               | –               | –               | q           | –               | –               | –          | –                 | –               | –               | –             | –             |         |
| Martti Nõmme | –           | 57         | q          | –                | –                | q               | q               | q                | q                           | q              | q                  | –              | –              | –              | –             | –             | –               | –               | –               | 49          | –               | –               | q          | q                 | q               | q               | q             | –             |         |
| Finlandia |             |            |            |                  |                  |                 |                 |                  |                             |                |                    |                |                |                |               |               |                 |                 |                 |             |                 |                 |            |                   |                 |                 |               |               |         |
| Antti Aalto | 7           | 32         | 33         | 12               | 6                | 15              | 10              | 22               | 36                          | 41             | 20                 | 23             | 23             | 18             | –             | –             | 40              | 40              | 20              | 9           | 18              | 25              | 18         | 25                | 29              | 18              | 34            | 25            |         |
| Andreas Alamommo | q           | 62         | q          | –                | –                | –               | –               | –                | –                           | 46             | 49                 | 43             | 43             | q              | –             | –             | q               | q               | q               | 29          | 47              | 49              | q          | q                 | q               | q               | q             | –             |         |
| Kalle Heikkinen | –           | 63         | q          | –                | –                | –               | –               | –                | –                           | –              | –                  | –              | –              | –              | –             | –             | –               | –               | –               | –           | –               | –               | –          | –                 | –               | –               | –             | –             |         |
| Niko Kytösaho | –           | 61         | q          | –                | –                | –               | –               | –                | –                           | –              | –                  | –              | –              | –              | –             | –             | –               | –               | –               | –           | –               | –               | –          | –                 | –               | –               | –             | –             |         |
| Niko Löytäinen | –           | dsq        | q          | –                | –                | –               | –               | –                | –                           | –              | –                  | –              | –              | –              | –             | –             | –               | –               | –               | –           | –               | –               | –          | –                 | –               | –               | –             | –             |         |
| Jarkko Määttä | 31          | 45         | 29         | 49               | 48               | q               | 40              | q                | q                           | –              | –                  | –              | –              | q              | –             | –             | –               | –               | –               | q           | q               | q               | q          | 40                | 43              | q               | q             | –             |         |
| Eetu Nousiainen | q           | 47         | q          | –                | –                | –               | –               | q                | q                           | q              | q                  | 50             | 50             | q              | –             | –             | 39              | q               | 27              | 31          | dsq             | 44              | q          | q                 | q               | q               | q             | –             |         |
| Frans Tähkävuori | –           | 64         | q          | –                | –                | –               | –               | –                | –                           | –              | –                  | –              | –              | –              | –             | –             | –               | –               | –               | –           | –               | –               | –          | –                 | –               | –               | –             | –             |         |
| Francja |             |            |            |                  |                  |                 |                 |                  |                             |                |                    |                |                |                |               |               |                 |                 |                 |             |                 |                 |            |                   |                 |                 |               |               |         |
| Jonathan Learoyd | –           | 50         | q          | –                | –                | 46              | 45              | 38               | q                           | –              | –                  | –              | –              | –              | –             | –             | –               | –               | –               | –           | –               | –               | 44         | 43                | q               | 40              | –             | –             |         |
| Japonia |             |            |            |                  |                  |                 |                 |                  |                             |                |                    |                |                |                |               |               |                 |                 |                 |             |                 |                 |            |                   |                 |                 |               |               |         |
| Yūmu Harada | –           | –          | –          | –                | –                | –               | –               | –                | –                           | –              | –                  | –              | –              | –              | 43            | 38            | –               | –               | –               | –           | –               | –               | –          | –                 | –               | –               | –             | –             |         |
| Daiki Itō | 34          | 52         | 32         | 44               | 23               | 40              | 44              | 31               | 12                          | 15             | 22                 | 36             | 49             | 41             | 18            | 26            | q               | 25              | 22              | 27          | 13              | 27              | 45         | 38                | 16              | q               | 27            | 21            |         |
| Kenshirō Itō | –           | –          | –          | –                | –                | –               | –               | –                | –                           | –              | –                  | –              | –              | –              | 38            | q             | –               | –               | –               | –           | –               | –               | –          | –                 | –               | –               | –             | –             |         |
| Noriaki Kasai | q           | 38         | 38         | 35               | 34               | 49              | 30              | q                | 32                          | 32             | 32                 | 44             | 40             | 33             | 32            | 7             | 29              | 21              | 11              | 46          | 40              | 36              | 28         | 36                | q               | q               | 19            | –             |         |
| Junshirō Kobayashi | 19          | 17         | 18         | 30               | 19               | 22              | 20              | 50               | 5                           | 26             | 29                 | 21             | 28             | 37             | 19            | 22            | 21              | 27              | 24              | 21          | 12              | 18              | 11         | 6                 | 20              | 33              | 13            | 15            |         |
| Ryōyū Kobayashi | 3           | 1          | 1          | 3                | 1                | 7               | 1               | 1                | 1                           | 1              | 1                  | 1              | 7              | 7              | 5             | 3             | 14              | 1               | 9               | 2           | 3               | 1               | 5          | 3                 | 1               | 2               | 2             | 1             |         |
| Tomofumi Naitō | –           | –          | –          | –                | –                | –               | –               | –                | –                           | –              | –                  | –              | –              | –              | 45            | dsq           | –               | –               | –               | –           | –               | –               | –          | –                 | –               | –               | –             | –             |         |
| Naoki Nakamura | 44          | 28         | 23         | 27               | 18               | 42              | 14              | 29               | 26                          | 31             | 34                 | 36             | 45             | q              | 36            | 20            | 38              | 36              | 38              | 47          | q               | q               | q          | 49                | 28              | 29              | 28            | –             |         |
| Kento Sakuyama | –           | –          | –          | –                | –                | –               | –               | –                | –                           | –              | –                  | –              | –              | –              | 44            | 43            | –               | –               | –               | –           | –               | –               | –          | –                 | –               | –               | –             | –             |         |
| Keiichi Satō | –           | –          | –          | –                | –                | –               | –               | –                | –                           | –              | –                  | –              | –              | –              | 26            | 23            | –               | –               | –               | –           | –               | –               | –          | –                 | –               | –               | –             | –             |         |
| Yukiya Satō | –           | –          | –          | –                | –                | 18              | 32              | 15               | 17                          | 6              | 23                 | 16             | 20             | 3              | 20            | 28            | 34              | 10              | 19              | 40          | 30              | 35              | 8          | 27                | 22              | 15              | 24            | 14            |         |
| Taku Takeuchi | 43          | 58         | q          | 41               | 39               | –               | –               | –                | –                           | –              | –                  | –              | –              | –              | 22            | q             | –               | –               | –               | –           | –               | –               | –          | –                 | –               | –               | –             | –             |         |
| Shōhei Tochimoto | –           | –          | –          | –                | –                | –               | –               | –                | –                           | –              | –                  | q              | 38             | q              | q             | 33            | –               | –               | –               | –           | –               | –               | –          | –                 | –               | –               | –             | –             |         |
| Kanada |             |            |            |                  |                  |                 |                 |                  |                             |                |                    |                |                |                |               |               |                 |                 |                 |             |                 |                 |            |                   |                 |                 |               |               |         |
| Mackenzie Boyd-Clowes | 37          | 27         | 45         | 31               | 38               | 29              | 28              | 31               | q                           | q              | 38                 | 38             | 48             | 35             | –             | –             | q               | q               | q               | 39          | 46              | 48              | 46         | 29                | 31              | 24              | q             | –             |         |
| Matthew Soukup | –           | –          | –          | –                | –                | –               | –               | –                | –                           | –              | –                  | –              | –              | –              | q             | 46            | –               | –               | –               | –           | q               | q               | q          | q                 | q               | q               | q             | –             |         |
| Kazachstan |             |            |            |                  |                  |                 |                 |                  |                             |                |                    |                |                |                |               |               |                 |                 |                 |             |                 |                 |            |                   |                 |                 |               |               |         |
| Sabirżan Muminow | q           | –          | –          | q                | q                | q               | q               | q                | q                           | q              | q                  | 42             | 56             | q              | –             | –             | q               | q               | q               | –           | –               | –               | q          | q                 | q               | q               | q             | –             |         |
| Siergiej Tkaczenko | q           | –          | –          | q                | q                | q               | q               | q                | q                           | 47             | q                  | q              | 33             | 40             | –             | –             | –               | –               | –               | –           | –               | –               | 47         | q                 | 41              | 35              | q             | –             |         |
| Korea Południowa |             |            |            |                  |                  |                 |                 |                  |                             |                |                    |                |                |                |               |               |                 |                 |                 |             |                 |                 |            |                   |                 |                 |               |               |         |
| Choi Heung-chul | –           | –          | –          | –                | –                | q               | q               | –                | –                           | –              | –                  | –              | –              | –              | –             | –             | –               | –               | –               | –           | –               | –               | –          | –                 | –               | –               | –             | –             |         |
| Choi Seou | –           | –          | –          | –                | –                | q               | q               | –                | –                           | –              | –                  | –              | –              | –              | –             | –             | –               | –               | –               | –           | –               | –               | –          | –                 | –               | –               | –             | –             |         |
| Niemcy |             |            |            |                  |                  |                 |                 |                  |                             |                |                    |                |                |                |               |               |                 |                 |                 |             |                 |                 |            |                   |                 |                 |               |               |         |
| Moritz Baer | –           | –          | –          | –                | –                | –               | –               | 44               | 38                          | –              | –                  | –              | –              | –              | 29            | 36            | –               | –               | –               | –           | –               | –               | –          | –                 | –               | –               | –             | –             |         |
| Markus Eisenbichler | 15          | 15         | 25         | 32               | 10               | 48              | 6               | 2                | 2                           | 13             | 5                  | q              | 6              | 26             | 10            | 16            | 3               | 2               | 10              | –           | 36              | 2               | 10         | 15                | 9               | 5               | 1             | 3             |         |
| Richard Freitag | 22          | 21         | 14         | 40               | 31               | 32              | q               | 16               | 24                          | 8              | 27                 | 17             | 16             | 25             | –             | –             | 22              | 20              | q               | 19          | 6               | 4               | –          | –                 | 7               | 13              | 15            | 24            |         |
| Severin Freund | –           | 29         | 31         | 22               | 30               | 50              | 47              | 36               | 41                          | –              | –                  | –              | –              | –              | –             | –             | –               | –               | –               | –           | –               | –               | –          | –                 | –               | –               | –             | –             |         |
| Karl Geiger | 9           | 5          | 8          | 10               | 5                | 1               | 4               | 12               | 19                          | 24             | 10                 | 19             | 19             | 24             | 42            | 35            | 16              | 18              | 30              | 6           | 1               | 6               | 17         | 20                | 8               | 22              | 9             | 7             |         |
| Martin Hamann | –           | –          | –          | –                | –                | –               | –               | 49               | 50                          | –              | –                  | –              | –              | –              | –             | –             | q               | 30              | 29              | 15          | 38              | 39              | 37         | q                 | –               | –               | q             | –             |         |
| Felix Hoffmann | –           | –          | –          | –                | –                | –               | –               | 41               | 39                          | –              | –                  | –              | –              | –              | 48            | 40            | –               | –               | –               | –           | –               | –               | –          | –                 | –               | –               | –             | –             |         |
| Stephan Leyhe | 2           | 16         | 6          | 4                | 25               | 6               | 11              | 13               | 7                           | 4              | 4                  | 5              | 18             | 7              | 9             | 8             | 11              | 35              | 17              | 16          | 35              | 22              | dns        | 23                | 34              | –               | –             | –             |         |
| Justin Lisso | –           | –          | –          | –                | –                | –               | –               | q                | q                           | –              | –                  | –              | –              | –              | –             | –             | –               | –               | –               | –           | –               | –               | –          | –                 | –               | –               | –             | –             |         |
| Pius Paschke | 39          | –          | –          | –                | –                | –               | –               | 21               | 35                          | –              | –                  | –              | –              | –              | –             | –             | –               | –               | –               | –           | –               | –               | q          | 45                | 42              | 39              | q             | –             |         |
| Constantin Schmid | –           | –          | –          | –                | –                | –               | –               | 24               | 29                          | 33             | 19                 | –              | –              | 15             | –             | –             | 31              | 33              | q               | 33          | 34              | 21              | 21         | 28                | 24              | 20              | 23            | –             |         |
| David Siegel | 13          | 49         | 22         | 43               | 29               | 44              | 25              | 17               | 17                          | 28             | 48                 | 14             | 5              | dns            | –             | –             | –               | –               | –               | –           | –               | –               | –          | –                 | –               | –               | –             | –             |         |
| Andreas Wellinger | 11          | 9          | 2          | 13               | 13               | 14              | 24              | 39               | 32                          | 20             | 15                 | 26             | 26             | –              | 13            | 17            | 13              | q               | 31              | 32          | 19              | 19              | 34         | 14                | 37              | 11              | 26            | 20            |         |
| Norwegia |             |            |            |                  |                  |                 |                 |                  |                             |                |                    |                |                |                |               |               |                 |                 |                 |             |                 |                 |            |                   |                 |                 |               |               |         |
| Joakim Aune | –           | –          | –          | –                | –                | –               | –               | –                | –                           | –              | –                  | –              | –              | –              | –             | –             | –               | –               | –               | –           | –               | –               | q          | dsq               | –               | –               | –             | –             |         |
| Andreas Granerud Buskum | –           | –          | –          | –                | –                | –               | –               | –                | –                           | –              | –                  | –              | –              | –              | –             | –             | –               | –               | –               | –           | –               | –               | q          | 41                | –               | –               | –             | –             |         |
| Anders Fannemel | 14          | 36         | 40         | 33               | 7                | 24              | 23              | 33               | 14                          | 25             | 31                 | q              | 36             | 38             | 39            | 37            | 26              | q               | 34              | –           | 45              | 31              | q          | q                 | –               | 26              | q             | –             |         |
| Johann André Forfang | 10          | 13         | 9          | 1                | 2                | 4               | 15              | 25               | 22                          | 21             | 17                 | 11             | 12             | 4              | q             | 10            | 7               | 8               | 8               | 7           | 10              | 9               | 9          | 5                 | 5               | 7               | 8             | 8             |         |
| Halvor Egner Granerud | q           | 24         | 27         | 9                | 37               | 16              | 21              | q                | 9                           | dsq            | 7                  | 25             | 13             | 5              | 7             | 4             | 8               | 15              | 33              | 5           | 14              | 14              | q          | 47                | 32              | 28              | 36            | 28            |         |
| Robert Johansson | 16          | 8          | 7          | 6                | 9                | 17              | 7               | 7                | 19                          | 11             | 9                  | 13             | 4              | 2              | 3             | 9             | 17              | 5               | 15              | 3           | 17              | 15              | 1          | 2                 | 10              | 6               | 25            | 16            |         |
| Marius Lindvik | –           | –          | –          | –                | –                | 37              | 13              | –                | –                           | –              | –                  | 47             | 44             | q              | 47            | q             | –               | –               | –               | –           | 32              | 33              | dsq        | 13                | 30              | 23              | dns           | –             |         |
| Thomas Aasen Markeng | –           | –          | –          | –                | –                | –               | –               | –                | –                           | –              | –                  | –              | –              | –              | –             | –             | –               | –               | –               | –           | 27              | 38              | 39         | q                 | 36              | q               | –             | –             |         |
| Mats Bjerke Myhren | –           | –          | –          | –                | –                | –               | –               | –                | –                           | –              | –                  | –              | –              | –              | –             | –             | –               | –               | –               | –           | –               | –               | q          | q                 | –               | –               | –             | –             |         |
| Robin Pedersen | –           | –          | –          | –                | –                | –               | –               | 34               | 30                          | q              | 18                 | 46             | 52             | –              | 30            | dsq           | –               | –               | –               | –           | –               | –               | 16         | 18                | 27              | 31              | 20            | –             |         |
| Sondre Ringen | –           | –          | –          | 37               | 46               | –               | –               | –                | –                           | –              | –                  | –              | –              | –              | –             | –             | –               | –               | –               | –           | –               | –               | –          | –                 | –               | –               | –             | –             |         |
| Andreas Stjernen | 35          | 42         | 50         | –                | –                | 30              | 17              | 4                | 10                          | 3              | 25                 | 20             | 8              | 20             | –             | –             | 18              | 23              | 12              | dns         | –               | –               | 41         | 30                | 2               | –               | –             | –             |         |
| Daniel-André Tande | 36          | 33         | 24         | 46               | 21               | –               | –               | 44               | 34                          | 43             | 36                 | –              | –              | –              | –             | –             | 10              | 14              | 5               | dns         | –               | –               | –          | –                 | –               | –               | –             | –             |         |
| Fredrik Villumstad | –           | –          | –          | –                | –                | –               | –               | –                | –                           | –              | –                  | –              | –              | –              | –             | –             | –               | –               | –               | –           | –               | –               | q          | 46                | –               | –               | –             | –             |         |
| Oscar P. Westerheim | –           | –          | –          | –                | –                | –               | –               | –                | –                           | –              | –                  | –              | –              | –              | –             | –             | –               | –               | –               | –           | –               | –               | q          | 48                | –               | –               | –             | –             |         |
| Polska |             |            |            |                  |                  |                 |                 |                  |                             |                |                    |                |                |                |               |               |                 |                 |                 |             |                 |                 |            |                   |                 |                 |               |               |         |
| Stefan Hula | 38          | 20         | 44         | 21               | 36               | 31              | 27              | 43               | 43                          | 30             | 36                 | 29             | 30             | 17             | 27            | 25            | q               | q               | q               | –           | 22              | 34              | 36         | 24                | 45              | q               | q             | –             |         |
| Przemysław Kantyka | q           | –          | –          | –                | –                | –               | –               | –                | –                           | –              | –                  | –              | –              | 48             | –             | –             | –               | –               | –               | –           | –               | –               | –          | –                 | –               | –               | –             | –             |         |
| Maciej Kot | 29          | 53         | q          | 36               | 41               | 26              | 42              | q                | q                           | q              | 40                 | 34             | 25             | 30             | 50            | 21            | –               | –               | –               | 33          | 37              | 30              | –          | –                 | –               | –               | 35            | –             |         |
| Dawid Kubacki | 8           | 35         | 12         | 20               | 11               | 13              | 5               | 5                | 3                           | 18             | 2                  | 2              | 1              | 12             | 15            | 12            | 2               | 22              | 3               | 28          | 5               | 5               | 24         | 8                 | 18              | 10              | 7             | 6             |         |
| Klemens Murańka | q           | –          | –          | –                | –                | –               | –               | –                | –                           | –              | –                  | –              | –              | 47             | –             | –             | –               | –               | –               | –           | –               | –               | –          | –                 | –               | –               | –             | –             |         |
| Tomasz Pilch | q           | –          | –          | –                | –                | –               | –               | –                | –                           | –              | –                  | –              | –              | –              | –             | –             | –               | –               | –               | –           | –               | –               | –          | –                 | –               | –               | –             | –             |         |
| Andrzej Stękała | q           | –          | –          | –                | –                | –               | –               | –                | –                           | –              | –                  | –              | –              | dsq            | –             | –             | –               | –               | –               | –           | –               | –               | –          | –                 | –               | –               | –             | –             |         |
| Kamil Stoch | 4           | 2          | 3          | 7                | 4                | 9               | 3               | 8                | 6                           | 5              | 12                 | 3              | 3              | 36             | 2             | 6             | 5               | 6               | 1               | 1           | 2               | 7               | 13         | 4                 | 17              | 12              | 18            | 11            |         |
| Paweł Wąsek | q           | –          | –          | –                | –                | –               | –               | –                | –                           | –              | –                  | –              | –              | 27             | –             | –             | q               | q               | q               | 43          | –               | –               | 42         | q                 | 50              | q               | –             | –             |         |
| Jakub Wolny | 23          | 11         | 13         | 47               | q                | 41              | 22              | 26               | 13                          | 34             | 45                 | 40             | 29             | 22             | 35            | 30            | 25              | 16              | 6               | 14          | 33              | 16              | 19         | 21                | 13              | 4               | 12            | 12            |         |
| Aleksander Zniszczoł | q           | –          | –          | –                | –                | –               | –               | 42               | 44                          | q              | q                  | –              | –              | 45             | –             | –             | –               | –               | –               | –           | –               | –               | –          | –                 | –               | –               | –             | –             |         |
| Piotr Żyła | 6           | 3          | 5          | 2                | 3                | 2               | 2               | 6                | 11                          | 42             | 13                 | 7              | 10             | 19             | 11            | 4             | 4               | 4               | 4               | 10          | 4               | 3               | 26         | 33                | 11              | 9               | 3             | 4             |         |
| Rosja |             |            |            |                  |                  |                 |                 |                  |                             |                |                    |                |                |                |               |               |                 |                 |                 |             |                 |                 |            |                   |                 |                 |               |               |         |
| Aleksandr Bażenow | –           | –          | –          | q                | q                | –               | –               | –                | –                           | –              | –                  | –              | –              | –              | q             | q             | –               | –               | –               | –           | –               | –               | –          | –                 | –               | –               | –             | –             |         |
| Władisław Bojarincew | –           | –          | –          | q                | q                | –               | –               | –                | –                           | –              | –                  | –              | –              | –              | –             | –             | –               | –               | –               | –           | –               | –               | –          | –                 | –               | –               | –             | –             |         |
| Ilmir Chazietdinow | –           | –          | –          | q                | q                | –               | –               | –                | –                           | –              | –                  | –              | –              | –              | 49            | 39            | –               | –               | –               | q           | –               | –               | –          | –                 | –               | –               | –             | –             |         |
| Jewgienij Klimow | 1           | 31         | 26         | 11               | 8                | 5               | 8               | 20               | 16                          | 19             | 26                 | –              | –              | 11             | –             | –             | 23              | 29              | 2               | –           | 7               | 13              | 22         | 11                | 6               | 14              | 11            | 10            |         |
| Dienis Korniłow | 49          | 40         | q          | q                | q                | q               | q               | –                | –                           | –              | –                  | –              | –              | q              | –             | –             | q               | q               | q               | –           | q               | q               | –          | –                 | –               | –               | –             | –             |         |
| Kiriłł Kotik | –           | –          | –          | q                | –                | –               | –               | –                | –                           | –              | –                  | –              | –              | –              | –             | –             | –               | –               | –               | –           | –               | –               | –          | –                 | –               | –               | –             | –             |         |
| Michaił Maksimoczkin | –           | –          | –          | q                | 49               | –               | –               | –                | –                           | –              | –                  | –              | –              | q              | –             | –             | q               | q               | q               | 42          | –               | –               | –          | –                 | –               | –               | –             | –             |         |
| Michaił Nazarow | q           | 48         | 39         | 45               | q                | –               | –               | q                | q                           | q              | q                  | –              | –              | –              | 46            | dsq           | –               | –               | –               | 41          | –               | –               | 32         | 31                | 35              | 30              | q             | –             |         |
| Maksim Siergiejew | –           | –          | –          | –                | –                | –               | –               | q                | q                           | q              | q                  | –              | –              | –              | –             | –             | –               | –               | –               | q           | –               | –               | q          | q                 | q               | q               | q             | –             |         |
| Roman Trofimow | –           | –          | –          | 26               | 44               | q               | 35              | q                | 48                          | q              | q                  | –              | –              | q              | –             | –             | q               | q               | q               | –           | q               | q               | –          | –                 | –               | –               | –             | –             |         |
| Jegor Usaczow | –           | –          | –          | –                | q                | –               | –               | –                | –                           | –              | –                  | –              | –              | –              | –             | –             | –               | –               | –               | –           | –               | –               | –          | –                 | –               | –               | –             | –             |         |
| Dmitrij Wasiljew | dns         | 46         | q          | 17               | 32               | q               | 49              | –                | –                           | –              | –                  | –              | –              | –              | –             | –             | –               | –               | –               | –           | q               | q               | q          | 35                | 44              | 27              | 30            | –             |         |
| Słowenia |             |            |            |                  |                  |                 |                 |                  |                             |                |                    |                |                |                |               |               |                 |                 |                 |             |                 |                 |            |                   |                 |                 |               |               |         |
| Tilen Bartol | –           | –          | –          | –                | –                | –               | –               | –                | –                           | –              | –                  | 39             | 42             | 44             | q             | 29            | q               | 24              | 32              | –           | –               | –               | –          | –                 | –               | –               | 31            | –             |         |
| Jernej Damjan | q           | 23         | 37         | 19               | 35               | 23              | 36              | 47               | 46                          | 45             | 50                 | 27             | 35             | –              | –             | –             | –               | –               | –               | dsq         | 23              | 37              | –          | –                 | 33              | q               | q             | –             |         |
| Nejc Dežman | –           | –          | –          | –                | –                | –               | –               | –                | –                           | –              | q                  | –              | –              | –              | –             | –             | –               | –               | –               | –           | –               | –               | –          | –                 | –               | –               | –             | –             |         |
| Jaka Hvala | –           | –          | –          | –                | –                | –               | –               | –                | –                           | –              | –                  | –              | –              | –              | –             | –             | –               | –               | –               | –           | –               | –               | –          | –                 | –               | –               | 38            | –             |         |
| Žiga Jelar | –           | –          | –          | –                | –                | –               | –               | –                | –                           | –              | –                  | –              | –              | –              | 25            | 32            | 35              | 31              | 37              | 38          | 25              | 26              | 33         | q                 | –               | –               | 37            | –             |         |
| Rok Justin | –           | –          | –          | –                | –                | –               | –               | –                | –                           | 40             | –                  | –              | –              | –              | –             | –             | –               | –               | –               | –           | –               | –               | –          | –                 | –               | –               | –             | –             |         |
| Robert Kranjec | –           | –          | –          | –                | –                | –               | –               | –                | –                           | –              | –                  | –              | –              | –              | –             | –             | –               | –               | –               | –           | –               | –               | –          | –                 | –               | –               | q             | –             |         |
| Anže Lanišek | 20          | 10         | 21         | 25               | q                | 36              | 34              | –                | –                           | 12             | 39                 | 18             | 17             | 13             | 16            | 11            | 24              | 34              | 36              | 24          | –               | –               | 37         | 44                | 37              | q               | q             | 29            |         |
| Žak Mogel | q           | 24         | 20         | 50               | q                | 38              | q               | –                | –                           | –              | –                  | –              | –              | –              | –             | –             | –               | –               | –               | –           | –               | –               | –          | –                 | –               | –               | –             | –             |         |
| Tomaž Naglič | 41          | –          | –          | q                | q                | q               | q               | –                | –                           | –              | –                  | –              | –              | –              | –             | –             | –               | –               | –               | –           | –               | –               | –          | –                 | –               | –               | –             | –             |         |
| Bor Pavlovčič | 40          | 33         | 36         | q                | 50               | –               | –               | 40               | q                           | 36             | q                  | –              | –              | –              | –             | –             | –               | –               | –               | 25          | 44              | 43              | –          | –                 | –               | –               | 29            | –             |         |
| Domen Prevc | –           | 4          | 4          | 14               | 14               | 20              | 18              | q                | q                           | –              | –                  | –              | –              | 23             | 24            | 13            | 20              | 13              | 16              | –           | 39              | 32              | 6          | 7                 | q               | 1               | 5             | 2             |         |
| Peter Prevc | –           | –          | –          | –                | –                | 35              | 16              | 18               | q                           | –              | –                  | 40             | 53             | –              | –             | –             | –               | –               | –               | q           | 20              | 40              | 3          | 26                | 12              | 16              | 10            | 19            |         |
| Anže Semenič | 26          | 60         | 47         | –                | –                | –               | –               | 36               | 27                          | 37             | 21                 | 10             | 15             | 43             | 12            | 24            | 19              | 12              | 18              | 22          | 28              | 29              | q          | q                 | q               | 19              | 20            | 9             |         |
| Jurij Tepeš | –           | –          | –          | –                | –                | –               | –               | –                | –                           | –              | –                  | –              | –              | q              | –             | –             | q               | 26              | 26              | 48          | –               | –               | –          | –                 | –               | –               | 39            | –             |         |
| Timi Zajc | 5           | 7          | 11         | 8                | 24               | 12              | 18              | 9                | 8                           | 10             | 43                 | 12             | 21             | 7              | 6             | 2             | 1               | 9               | 13              | –           | 9               | 8               | 14         | 39                | 4               | 25              | 4             | 5             |         |
| Stany Zjednoczone |             |            |            |                  |                  |                 |                 |                  |                             |                |                    |                |                |                |               |               |                 |                 |                 |             |                 |                 |            |                   |                 |                 |               |               |         |
| Kevin Bickner | 42          | 59         | 49         | 18               | 26               | 34              | 33              | q                | 37                          | 39             | q                  | q              | 46             | q              | 37            | q             | 37              | q               | q               | –           | q               | q               | q          | q                 | 45              | q               | q             | –             |         |
| Casey Larson | –           | –          | –          | –                | –                | –               | –               | –                | q                           | q              | –                  | –              | –              | –              | 40            | 44            | q               | q               | q               | –           | –               | –               | q          | q                 | q               | q               | q             | –             |         |
| Andrew Urlaub | –           | –          | –          | –                | –                | –               | –               | –                | –                           | –              | –                  | –              | –              | –              | –             | –             | –               | –               | –               | –           | –               | –               | q          | q                 | –               | –               | –             | –             |         |
| Szwajcaria |             |            |            |                  |                  |                 |                 |                  |                             |                |                    |                |                |                |               |               |                 |                 |                 |             |                 |                 |            |                   |                 |                 |               |               |         |
| Simon Ammann | 46          | 37         | q          | –                | –                | 45              | 29              | 14               | 21                          | 17             | 16                 | 15             | 9              | 46             | –             | –             | 30              | q               | 21              | 12          | 15              | 23              | 12         | 12                | 15              | 8               | 6             | 13            |         |
| Gregor Deschwanden | 45          | 30         | 35         | 28               | q                | 47              | 46              | –                | –                           | –              | –                  | –              | –              | q              | –             | –             | –               | –               | –               | –           | –               | –               | –          | –                 | –               | –               | –             | –             |         |
| Luca Egloff | –           | –          | –          | –                | –                | –               | –               | –                | –                           | –              | –                  | –              | –              | –              | –             | –             | –               | –               | –               | –           | q               | q               | 40         | 37                | –               | –               | –             | –             |         |
| Sandro Hauswirth | –           | –          | –          | –                | –                | –               | –               | q                | q                           | –              | –                  | 49             | 57             | –              | –             | –             | –               | –               | –               | –           | –               | –               | –          | –                 | q               | q               | q             | –             |         |
| Killian Peier | 17          | 41         | 28         | 16               | 12               | 21              | 31              | 19               | 23                          | 7              | 8                  | 9              | 11             | 13             | 14            | 27            | 27              | 32              | q               | 8           | 8               | 11              | 20         | 10                | 14              | 32              | q             | 26            |         |
| Dominik Peter | –           | –          | –          | –                | –                | –               | –               | –                | –                           | –              | –                  | 45             | 47             | –              | –             | –             | q               | q               | q               | 35          | –               | –               | –          | –                 | q               | 38              | 33            | –             |         |
| Andreas Schuler | 33          | 56         | 30         | 48               | 33               | 43              | q               | q                | 39                          | 49             | q                  | –              | –              | 42             | 33            | 41            | q               | q               | q               | 44          | 41              | 45              | q          | q                 | –               | –               | –             | –             |         |
| Włochy |             |            |            |                  |                  |                 |                 |                  |                             |                |                    |                |                |                |               |               |                 |                 |                 |             |                 |                 |            |                   |                 |                 |               |               |         |
| Davide Bresadola | –           | –          | –          | –                | –                | –               | –               | –                | –                           | –              | –                  | q              | 58             | –              | –             | –             | –               | –               | –               | –           | –               | –               | –          | –                 | –               | –               | –             | –             |         |
| Giovanni Bresadola | –           | –          | –          | –                | –                | –               | –               | –                | –                           | –              | –                  | q              | 59             | –              | –             | –             | –               | –               | –               | –           | –               | –               | –          | –                 | –               | –               | –             | –             |         |
| Federico Cecon | –           | –          | –          | –                | –                | –               | –               | –                | –                           | –              | –                  | q              | 55             | –              | –             | –             | –               | –               | –               | –           | –               | –               | –          | –                 | –               | –               | –             | –             |         |
| Sebastian Colloredo | q           | –          | –          | –                | –                | –               | –               | –                | –                           | –              | –                  | q              | 54             | q              | –             | –             | –               | –               | –               | –           | q               | q               | 43         | q                 | 49              | q               | q             | –             |         |
| Alex Insam | 28          | –          | –          | 38               | 27               | 33              | 38              | q                | 31                          | q              | 47                 | 47             | 41             | q              | –             | –             | q               | q               | q               | –           | 43              | 46              | dsq        | q                 | q               | q               | 32            | –             |         |
| Legenda |             |            |            |                  |                  |                 |                 |                  |                             |                |                    |                |                |                |               |               |                 |                 |                 |             |                 |                 |            |                   |                 |                 |               |               |         |
| 1–3 4–30 poniżej 30 q – Zawodnik nie zakwalifikował się dsq – Zawodnik zdyskwalifikowany w konkursie dns – Zawodnik zakwalifikowany nie wystartował w konkursie - – Zawodnik niezgłoszony do konkursu |             |            |            |                  |                  |                 |                 |                  |                             |                |                    |                |                |                |               |               |                 |                 |                 |             |                 |                 |            |                   |                 |                 |               |               |         |

## Konkursy drużynowe
| Zawodnik              | Wisła 17.11 | Zakopane 19.01 | Lahti 9.02 | Willingen 15.02 | Oslo 9.03 | Vikersund 16.03 | Planica 23.03 |
| --------------------- | ----------- | -------------- | ---------- | --------------- | --------- | --------------- | ------------- |
| Austria               | 3           | 2              | 1          | 6               | 3         | 3               | 5             |
| Clemens Aigner        | +           | –              | –          | –               | –         | –               | –             |
| Philipp Aschenwald    | –           | –              | +          | +               | +         | +               | +             |
| Manuel Fettner        | –           | –              | –          | –               | +         | –               | –             |
| Michael Hayböck       | +           | +              | +          | +               | +         | +               | +             |
| Jan Hörl              | –           | +              | –          | –               | –         | –               | –             |
| Daniel Huber          | +           | +              | –          | +               | –         | +               | +             |
| Stefan Kraft          | +           | +              | +          | +               | +         | +               | +             |
| Gregor Schlierenzauer | –           | –              | +          | –               | –         | –               | –             |
| Czechy                | 8           | 6              | 7          | 8               | 7         | 10              | 9             |
| Lukáš Hlava           | +           | –              | +          | +               | +         | –               | +             |
| Roman Koudelka        | +           | +              | +          | +               | +         | +               | –             |
| Čestmír Kožíšek       | +           | +              | +          | –               | +         | +               | +             |
| Viktor Polášek        | +           | +              | +          | +               | +         | +               | –             |
| Filip Sakala          | –           | +              | –          | +               | –         | –               | +             |
| Tomáš Vančura         | –           | –              | –          | –               | –         | +               | +             |
| Finlandia             | 9           | 9              | 8          | 9               | 10        | 9               | 8             |
| Antti Aalto           | +           | +              | +          | +               | +         | +               | +             |
| Andreas Alamommo      | +           | +              | +          | +               | +         | +               | +             |
| Jarkko Määttä         | +           | +              | +          | +               | +         | +               | +             |
| Eetu Nousiainen       | +           | +              | +          | +               | +         | +               | +             |
| Japonia               | 4           | 5              | 3          | 5               | 2         | 5               | 4             |
| Daiki Itō             | +           | +              | +          | +               | –         | –               | –             |
| Noriaki Kasai         | –           | –              | –          | –               | +         | –               | +             |
| Junshirō Kobayashi    | +           | +              | +          | +               | +         | +               | +             |
| Ryōyū Kobayashi       | +           | +              | +          | +               | +         | +               | +             |
| Naoki Nakamura        | –           | –              | –          | –               | –         | +               | –             |
| Yukiya Satō           | –           | +              | +          | +               | +         | +               | +             |
| Taku Takeuchi         | +           | –              | –          | –               | –         | –               | –             |
| Kazachstan            | 11          | –              | –          | –               | –         | –               | –             |
| Nikita Diewiatkin     | +           | –              | –          | –               | –         | –               | –             |
| Sabirżan Muminow      | +           | –              | –          | –               | –         | –               | –             |
| Siergiej Tkaczenko    | +           | –              | –          | –               | –         | –               | –             |
| Nurszat Tursunżanow   | +           | –              | –          | –               | –         | –               | –             |
| Niemcy                | 2           | 1              | 2          | 2               | 5         | 2               | 2             |
| Markus Eisenbichler   | +           | +              | –          | +               | +         | +               | +             |
| Richard Freitag       | +           | –              | +          | +               | –         | +               | +             |
| Karl Geiger           | +           | +              | +          | +               | +         | +               | +             |
| Stephan Leyhe         | +           | +              | +          | +               | +         | –               | –             |
| Constantin Schmid     | –           | –              | –          | –               | +         | +               | +             |
| David Siegel          | –           | +              | –          | –               | –         | –               | –             |
| Andreas Wellinger     | –           | –              | +          | –               | –         | –               | –             |
| Norwegia              | 10          | 8              | 9          | 4               | 1         | 6               | 6             |
| Anders Fannemel       | +           | +              | –          | –               | –         | +               | –             |
| Johann André Forfang  | +           | +              | +          | +               | +         | +               | +             |
| Halvor Egner Granerud | –           | –              | +          | +               | –         | –               | –             |
| Robert Johansson      | +           | +              | +          | +               | +         | +               | +             |
| Marius Lindvik        | –           | –              | –          | –               | +         | +               | +             |
| Thomas Aasen Markeng  | –           | –              | –          | +               | –         | –               | –             |
| Robin Pedersen        | –           | –              | –          | –               | +         | –               | +             |
| Andreas Stjernen      | –           | +              | +          | –               | –         | –               | –             |
| Daniel-André Tande    | +           | –              | –          | –               | –         | –               | –             |
| Polska                | 1           | 3              | 4          | 1               | 4         | 4               | 1             |
| Maciej Kot            | –           | +              | –          | –               | –         | –               | –             |
| Dawid Kubacki         | +           | +              | +          | +               | +         | +               | +             |
| Kamil Stoch           | +           | +              | +          | +               | +         | +               | +             |
| Jakub Wolny           | +           | –              | +          | +               | +         | +               | +             |
| Piotr Żyła            | +           | +              | +          | +               | +         | +               | +             |
| Rosja                 | 6           | 10             | 10         | 10              | 9         | 7               | 10            |
| Ilmir Chazietdinow    | –           | –              | +          | –               | –         | –               | –             |
| Jewgienij Klimow      | +           | +              | –          | +               | +         | +               | +             |
| Dienis Korniłow       | +           | +              | –          | +               | –         | –               | –             |
| Michaił Maksimoczkin  | –           | +              | +          | –               | –         | –               | –             |
| Michaił Nazarow       | +           | –              | +          | –               | +         | +               | +             |
| Maksim Siergiejew     | –           | –              | +          | +               | +         | +               | +             |
| Roman Trofimow        | –           | +              | –          | +               | –         | –               | –             |
| Dmitrij Wasiljew      | +           | –              | –          | –               | +         | +               | +             |
| Słowenia              | 7           | 4              | 5          | 3               | 6         | 1               | 3             |
| Jernej Damjan         | –           | –              | +          | +               | –         | –               | –             |
| Žiga Jelar            | –           | –              | +          | –               | –         | –               | –             |
| Anže Lanišek          | +           | +              | –          | –               | +         | –               | –             |
| Tomaž Naglič          | +           | –              | –          | –               | –         | –               | –             |
| Bor Pavlovčič         | +           | –              | +          | –               | –         | –               | –             |
| Domen Prevc           | –           | +              | –          | –               | +         | +               | +             |
| Peter Prevc           | –           | –              | +          | +               | +         | +               | +             |
| Anže Semenič          | –           | +              | –          | +               | –         | +               | +             |
| Timi Zajc             | +           | +              | –          | +               | +         | +               | +             |
| Szwajcaria            | 5           | 7              | 6          | 7               | 8         | 8               | 7             |
| Simon Ammann          | +           | +              | +          | +               | +         | +               | +             |
| Gregor Deschwanden    | +           | +              | –          | –               | –         | –               | –             |
| Luca Egloff           | –           | –              | –          | +               | +         | –               | –             |
| Sandro Hauswirth      | –           | –              | –          | –               | –         | +               | +             |
| Killian Peier         | +           | +              | +          | +               | +         | +               | +             |
| Dominik Peter         | –           | –              | +          | –               | –         | +               | +             |
| Andreas Schuler       | +           | +              | +          | +               | +         | –               | –             |

## Klasyfikacje

### Klasyfikacja indywidualna
Stan po zakończeniu sezonu 2018/2019
| Miejsce | Zawodnik              | Występy | Punkty |
| ------- | --------------------- | ------- | ------ |
| 1.      | Ryōyū Kobayashi       | 28      | 2085   |
| 2.      | Stefan Kraft          | 28      | 1349   |
| 3.      | Kamil Stoch           | 28      | 1288   |
| 4.      | Piotr Żyła            | 28      | 1131   |
| 5.      | Dawid Kubacki         | 28      | 988    |
| 6.      | Robert Johansson      | 28      | 974    |
| 7.      | Markus Eisenbichler   | 26      | 937    |
| 8.      | Johann André Forfang  | 27      | 892    |
| 9.      | Timi Zajc             | 27      | 833    |
| 10.     | Karl Geiger           | 28      | 765    |
| 11.     | Stephan Leyhe         | 24      | 636    |
| 12.     | Jewgienij Klimow      | 23      | 592    |
| 13.     | Domen Prevc           | 19      | 542    |
| 14.     | Roman Koudelka        | 26      | 523    |
| 15.     | Halvor Egner Granerud | 25      | 422    |
| 16.     | Daniel Huber          | 26      | 413    |
| 17.     | Killian Peier         | 26      | 399    |
| 18.     | Andreas Wellinger     | 26      | 371    |
| 19.     | Junshirō Kobayashi    | 28      | 335    |
| 19.     | Andreas Stjernen      | 18      | 335    |
| 21.     | Richard Freitag       | 22      | 331    |
| 22.     | Jakub Wolny           | 27      | 328    |
| 23.     | Yukiya Satō           | 23      | 316    |
| 24.     | Simon Ammann          | 22      | 313    |
| 25.     | Antti Aalto           | 26      | 288    |
| 26.     | Philipp Aschenwald    | 22      | 247    |
| 27.     | Michael Hayböck       | 22      | 228    |
| 28.     | Anže Semenič          | 21      | 203    |
| 29.     | Peter Prevc           | 13      | 179    |
| 30.     | Anže Lanišek          | 21      | 177    |
| 31.     | Manuel Fettner        | 23      | 166    |
| 32.     | Daiki Itō             | 26      | 145    |
| 33.     | Władimir Zografski    | 18      | 134    |
| 34.     | David Siegel          | 13      | 131    |
| 35.     | Daniel-André Tande    | 12      | 106    |
| 36.     | Anders Fannemel       | 20      | 103    |
| 37.     | Noriaki Kasai         | 23      | 88     |
| 38.     | Constantin Schmid     | 15      | 86     |
| 39.     | Naoki Nakamura        | 23      | 72     |
| 40.     | Stefan Hula           | 21      | 69     |
| 41.     | Robin Pedersen        | 12      | 58     |
| 42.     | Viktor Polášek        | 22      | 54     |
| 43.     | Jan Hörl              | 14      | 53     |
| 44.     | Marius Lindvik        | 11      | 49     |
| 45.     | Clemens Aigner        | 16      | 46     |
| 46.     | Jernej Damjan         | 16      | 40     |
| 47.     | Maciej Kot            | 16      | 25     |
| 48.     | Gregor Schlierenzauer | 7       | 23     |
| 49.     | Martin Hamann         | 8       | 19     |
| 49.     | Dmitrij Wasiljew      | 8       | 19     |
| 51.     | Kevin Bickner         | 13      | 18     |
| 51.     | Mackenzie Boyd-Clowes | 19      | 18     |
| 51.     | Žak Mogel             | 4       | 18     |
| 54.     | Lukáš Hlava           | 10      | 17     |
| 54.     | Žiga Jelar            | 10      | 17     |
| 56.     | Keiichi Satō          | 2       | 13     |
| 57.     | Artti Aigro           | 2       | 12     |
| 57.     | Severin Freund        | 8       | 12     |
| 59.     | Pius Paschke          | 6       | 10     |
| 59.     | Jurij Tepeš           | 4       | 10     |
| 61.     | Tilen Bartol          | 7       | 9      |
| 61.     | Čestmír Kožíšek       | 15      | 9      |
| 61.     | Taku Takeuchi         | 5       | 9      |
| 64.     | Bor Pavlovčič         | 10      | 8      |
| 65.     | Alex Insam            | 13      | 7      |
| 66.     | Roman Trofimow        | 4       | 5      |
| 67.     | Gregor Deschwanden    | 6       | 4      |
| 67.     | Thomas Aasen Markeng  | 4       | 4      |
| 67.     | Eetu Nousiainen       | 8       | 4      |
| 67.     | Paweł Wąsek           | 4       | 4      |
| 71.     | Tomáš Vančura         | 3       | 3      |
| 71.     | Ulrich Wohlgenannt    | 2       | 3      |
| 73.     | Andreas Alamommo      | 8       | 2      |
| 73.     | Moritz Baer           | 4       | 2      |
| 73.     | Jarkko Määttä         | 8       | 2      |
| 73.     | Markus Schiffner      | 9       | 2      |
| 77.     | Michaił Nazarow       | 10      | 1      |
| 77.     | Andreas Schuler       | 14      | 1      |

### Klasyfikacja drużynowa
Stan po zakończeniu sezonu 2018/2019
| Miejsce | Reprezentacja     | Występy | Zaw. pkt. | Ind. | Druż. | Razem |
| ------- | ----------------- | ------- | --------- | ---- | ----- | ----- |
| 1.      | Polska            | 35      | 7         | 3833 | 2250  | 6083  |
| 2.      | Niemcy            | 35      | 11        | 3300 | 2350  | 5650  |
| 3.      | Japonia           | 35      | 8         | 3063 | 1750  | 4813  |
| 4.      | Austria           | 35      | 10        | 2530 | 2000  | 4530  |
| 5.      | Norwegia          | 35      | 9         | 2943 | 1000  | 3943  |
| 6.      | Słowenia          | 35      | 11        | 2036 | 1700  | 3736  |
| 7.      | Szwajcaria        | 35      | 4         | 717  | 750   | 1467  |
| 8.      | Czechy            | 33      | 5         | 606  | 450   | 1056  |
| 9.      | Rosja             | 33      | 4         | 617  | 250   | 867   |
| 10.     | Finlandia         | 33      | 4         | 296  | 100   | 396   |
| 11.     | Bułgaria          | 18      | 1         | 134  | –     | 134   |
| 12.     | Kanada            | 20      | 1         | 18   | –     | 18    |
| 12.     | Stany Zjednoczone | 14      | 1         | 18   | –     | 18    |
| 14.     | Estonia           | 3       | 1         | 12   | –     | 12    |
| 15.     | Włochy            | 14      | 1         | 7    | –     | 7     |

### Klasyfikacja Pucharu Świata w lotach
Stan po zakończeniu Pucharu Świata w lotach narciarskich 2018/2019
| Miejsce | Zawodnik              | Występy | Punkty |
| ------- | --------------------- | ------- | ------ |
| 1.      | Ryōyū Kobayashi       | 6       | 407    |
| 2.      | Markus Eisenbichler   | 6       | 371    |
| 3.      | Piotr Żyła            | 6       | 289    |
| 4.      | Domen Prevc           | 6       | 271    |
| 5.      | Dawid Kubacki         | 6       | 251    |
| 6.      | Timi Zajc             | 6       | 250    |
| 7.      | Kamil Stoch           | 6       | 244    |
| 8.      | Stefan Kraft          | 6       | 228    |
| 9.      | Johann André Forfang  | 6       | 200    |
| 10.     | Jewgienij Klimow      | 6       | 158    |
| 11.     | Jakub Wolny           | 6       | 155    |
| 12.     | Robert Johansson      | 6       | 136    |
| 13.     | Simon Ammann          | 5       | 103    |
| 13.     | Karl Geiger           | 6       | 103    |
| 15.     | Anže Semenič          | 6       | 99     |
| 16.     | Daniel-André Tande    | 3       | 89     |
| 17.     | Michael Hayböck       | 5       | 79     |
| 17.     | Yukiya Satō           | 6       | 79     |
| 19.     | Daniel Huber          | 6       | 76     |
| 20.     | Philipp Aschenwald    | 4       | 69     |
| 21.     | Richard Freitag       | 5       | 63     |
| 22.     | Andreas Wellinger     | 5       | 60     |
| 23.     | Junshirō Kobayashi    | 6       | 57     |
| 24.     | Halvor Egner Granerud | 6       | 54     |
| 25.     | Peter Prevc           | 3       | 53     |
| 26.     | Noriaki Kasai         | 4       | 48     |
| 27.     | Andreas Stjernen      | 3       | 43     |
| 28.     | Roman Koudelka        | 4       | 40     |
| 29.     | Stephan Leyhe         | 3       | 38     |
| 30.     | Antti Aalto           | 6       | 30     |
| 31.     | Daiki Itō             | 4       | 29     |
| 32.     | Constantin Schmid     | 4       | 19     |
| 33.     | Clemens Aigner        | 2       | 14     |
| 34.     | Robin Pedersen        | 2       | 11     |
| 35.     | Anders Fannemel       | 3       | 10     |
| 35.     | Jurij Tepeš           | 3       | 10     |
| 37.     | Anže Lanišek          | 4       | 9      |
| 37.     | Killian Peier         | 4       | 9      |
| 39.     | Marius Lindvik        | 1       | 8      |
| 40.     | Tilen Bartol          | 3       | 7      |
| 40.     | Mackenzie Boyd-Clowes | 1       | 7      |
| 42.     | Naoki Nakamura        | 5       | 5      |
| 42.     | Dmitrij Wasiljew      | 2       | 5      |
| 44.     | Eetu Nousiainen       | 2       | 4      |
| 44.     | Władimir Zografski    | 2       | 4      |
| 46.     | Martin Hamann         | 2       | 3      |
| 46.     | Čestmír Kožíšek       | 2       | 3      |
| 46.     | Tomáš Vančura         | 3       | 3      |
| 46.     | Ulrich Wohlgenannt    | 2       | 3      |
| 50.     | Bor Pavlovčič         | 1       | 2      |
| 51.     | Manuel Fettner        | 2       | 1      |
| 51.     | Michaił Nazarow       | 1       | 1      |

### KlasyfikacjaTurnieju Czterech Skoczni
Stan po zakończeniu 67. Turnieju Czterech Skoczni
| Miejsce | Zawodnik             | Występy | Punkty |
| ------- | -------------------- | ------- | ------ |
| 1.      | Ryōyū Kobayashi      | 4       | 1098,0 |
| 2.      | Markus Eisenbichler  | 4       | 1035,9 |
| 3.      | Stephan Leyhe        | 4       | 1014,1 |
| 4.      | Dawid Kubacki        | 4       | 1010,8 |
| 5.      | Roman Koudelka       | 4       | 1006,3 |
| 6.      | Kamil Stoch          | 4       | 994,0  |
| 7.      | Andreas Stjernen     | 4       | 988,0  |
| 8.      | Robert Johansson     | 4       | 983,2  |
| 9.      | Daniel Huber         | 4       | 970,4  |
| 10.     | Killian Peier        | 4       | 959,3  |
| 11.     | Karl Geiger          | 4       | 951,5  |
| 12.     | Yukiya Satō          | 4       | 947,4  |
| 13.     | Simon Ammann         | 4       | 945,8  |
| 14.     | Richard Freitag      | 4       | 927,6  |
| 15.     | Jewgienij Klimow     | 4       | 910,0  |
| 16.     | Johann André Forfang | 4       | 899,1  |
| 17.     | Stefan Kraft         | 4       | 881,6  |
| 18.     | Władimir Zografski   | 4       | 872,4  |
| 19.     | Piotr Żyła           | 4       | 842,1  |
| 20.     | Timi Zajc            | 4       | 834,1  |
| ...     |                      |         |        |

### KlasyfikacjaWillingen Five
Stan po zakończeniu Willingen Five 2019
| Miejsce | Zawodnik              | Punkty |
| ------- | --------------------- | ------ |
| 1.      | Ryōyū Kobayashi       | 737,5  |
| 2.      | Piotr Żyła            | 708,6  |
| 3.      | Karl Geiger           | 708,0  |
| 4.      | Kamil Stoch           | 697,4  |
| 5.      | Dawid Kubacki         | 685,7  |
| 6.      | Timi Zajc             | 683,3  |
| 7.      | Stefan Kraft          | 671,8  |
| 8.      | Jewgienij Klimow      | 670,1  |
| 9.      | Richard Freitag       | 669,8  |
| 10.     | Killian Peier         | 664,5  |
| 11.     | Johann André Forfang  | 664,2  |
| 12.     | Daniel Huber          | 646,3  |
| 13.     | Robert Johansson      | 644,7  |
| 14.     | Halvor Egner Granerud | 634,5  |
| 15.     | Philipp Aschenwald    | 631,9  |
| 16.     | Junshirō Kobayashi    | 628,6  |
| 17      | Michael Hayböck       | 621,2  |
| 18.     | Simon Ammann          | 617,9  |
| 19.     | Andreas Wellinger     | 616,4  |
| 20.     | Daiki Itō             | 607,9  |
| ...     |                       |        |

### KlasyfikacjaRaw Air
Stan po zakończeniu Raw Air 2019
| Miejsce | Zawodnik             | Występy | Punkty |
| ------- | -------------------- | ------- | ------ |
| 1.      | Ryōyū Kobayashi      | 10      | 2461,5 |
| 2.      | Stefan Kraft         | 10      | 2458,6 |
| 3.      | Robert Johansson     | 10      | 2351,6 |
| 4.      | Markus Eisenbichler  | 10      | 2296,8 |
| 5.      | Johann André Forfang | 10      | 2265,3 |
| 6.      | Simon Ammann         | 10      | 2196,5 |
| 7.      | Dawid Kubacki        | 10      | 2196,0 |
| 8.      | Jakub Wolny          | 10      | 2187,1 |
| 9.      | Kamil Stoch          | 10      | 2147,6 |
| 10.     | Jewgienij Klimow     | 10      | 2144,1 |
| 11.     | Karl Geiger          | 10      | 2131,0 |
| 12.     | Peter Prevc          | 10      | 2122,7 |
| 13.     | Yukiya Satō          | 10      | 2106,0 |
| 14.     | Michael Hayböck      | 10      | 2075,0 |
| 15.     | Constantin Schmid    | 10      | 2074,5 |
| 16.     | Timi Zajc            | 10      | 2067,0 |
| 17.     | Piotr Żyła           | 10      | 2050,6 |
| 18.     | Domen Prevc          | 9       | 2013,4 |
| 19.     | Junshirō Kobayashi   | 10      | 1932,5 |
| 20.     | Antti Aalto          | 10      | 1885,2 |
| ...     |                      |         |        |

### KlasyfikacjaPlanica 7
Stan po zakończeniu Planica 7 2019
| Miejsce | Zawodnik             | Punkty |
| ------- | -------------------- | ------ |
| 1.      | Ryōyū Kobayashi      | 1601,3 |
| 2.      | Markus Eisenbichler  | 1572,1 |
| 3.      | Timi Zajc            | 1513,5 |
| 4.      | Piotr Żyła           | 1507,4 |
| 5.      | Domen Prevc          | 1499,8 |
| 6.      | Karl Geiger          | 1446,9 |
| 7.      | Dawid Kubacki        | 1446,2 |
| 8.      | Simon Ammann         | 1431,7 |
| 9.      | Johann André Forfang | 1428,6 |
| 10.     | Jakub Wolny          | 1420,4 |
| 11.     | Kamil Stoch          | 1410,3 |
| 12.     | Stefan Kraft         | 1390,8 |
| 13.     | Junshirō Kobayashi   | 1379,7 |
| 14.     | Michael Hayböck      | 1371,3 |
| 15.     | Anže Semenič         | 1366,2 |
| 16.     | Daniel Huber         | 1359,5 |
| 17.     | Peter Prevc          | 1355,6 |
| 18.     | Richard Freitag      | 1344,1 |
| 19.     | Robert Johansson     | 1333,3 |
| 20.     | Yukiya Satō          | 1306,2 |
| ...     |                      |        |

## Trenerzy
Trenerzy poszczególnych reprezentacji w sezonie 2018/2019:
| Kraj              | Trener            |
| ----------------- | ----------------- |
| Austria           | Andreas Felder    |
| Bułgaria          | Matjaž Zupan      |
| Czechy            | David Jiroutek    |
| Estonia           | Jaan Jüris        |
| Finlandia         | Lauri Hakola      |
| Francja           | Nicolas Bal       |
| Japonia           | Hideharu Miyahira |
| Kanada            | Gregor Linsig     |
| Kazachstan        | Kajrat Bijekienow |
| Korea Południowa  | Kang Chil-ku      |
| Niemcy            | Werner Schuster   |
| Norwegia          | Alexander Stöckl  |
| Polska            | Stefan Horngacher |
| Rosja             | Jewgienij Plechow |
| Słowenia          | Gorazd Bertoncelj |
| Stany Zjednoczone | Bine Norčič       |
| Szwajcaria        | Ronny Hornschuh   |
| Włochy            | Łukasz Kruczek    |

## Zwycięzcy kwalifikacji do zawodów
Przed każdymi zawodami Pucharu Świata rozgrywa się kwalifikacje, wyłaniające uczestników konkursu głównego, przy czym na skoczniach dużych awansuje 50 najlepszych skoczków, a na skoczniach mamucich (konkursy lotów) awansuje 40 najlepszych zawodników.
Nie przeprowadza się kwalifikacji do ostatniego konkursu indywidualnego w sezonie (tzw. finału Pucharu Świata), w którym prawo startu ma wyłącznie najlepszych 30 zawodników klasyfikacji generalnej PŚ. Gdyby kraj organizujący tę rywalizację (Słowenia) miał mniej niż 4 skoczków w tej grupie, mógłby wystawić dodatkowo tylu zawodników, aby wypełnić ten limit.
| Nr  | Data kwalifikacji | Data konkursu       | Miejsce                | Zawodnik              |
| --- | ----------------- | ------------------- | ---------------------- | --------------------- |
| 1.  | 16 listopada 2018 | 18 listopada 2018   | Wisła                  | Jewgienij Klimow      |
|     | 24 listopada 2018 | 24 listopada 2018   | Ruka                   | kwalifikacje odwołane |
| 2.  | 25 listopada 2018 | 25 listopada 2018   | Ruka                   | Stefan Kraft          |
| 3.  | 30 listopada 2018 | 1 grudnia 2018      | Niżny Tagił            | Piotr Żyła            |
| 4.  | 2 grudnia 2018    | 2 grudnia 2018      | Niżny Tagił            | Ryōyū Kobayashi       |
|     | 9 grudnia 2018    | 9 grudnia 2018      | Titisee-Neustadt       | zawody odwołane       |
| 5.  | 14 grudnia 2018   | 15 grudnia 2018     | Engelberg              | Ryōyū Kobayashi       |
| 6.  | 16 grudnia 2018   | 16 grudnia 2018     | Engelberg              | Ryōyū Kobayashi       |
| 7.  | 29 grudnia 2018   | 30 grudnia 2018     | Oberstdorf             | Stefan Kraft          |
| 8.  | 31 grudnia 2018   | 1 stycznia 2019     | Garmisch-Partenkirchen | Dawid Kubacki         |
| 9.  | 3 stycznia 2019   | 4 stycznia 2019     | Innsbruck              | Ryōyū Kobayashi       |
| 10. | 6 stycznia 2019   | 6 stycznia 2019     | Bischofshofen          | Markus Eisenbichler   |
| 11. | 11 stycznia 2019  | 12 stycznia 2019    | Predazzo               | Ryōyū Kobayashi       |
|     | 13 stycznia 2019  | 13 stycznia 2019    | Predazzo               | kwalifikacje odwołane |
| 12. | 18 stycznia 2019  | 20 stycznia 2019    | Zakopane               | Johann André Forfang  |
| 13. | 25 stycznia 2019  | 26 stycznia 2019    | Sapporo                | Stefan Kraft          |
| 14. | 27 stycznia 2019  | 27 stycznia 2019    | Sapporo                | Ryōyū Kobayashi       |
| 15. | 1 lutego 2019     | 1 lutego 2019       | Oberstdorf             | Johann André Forfang  |
| 16. | 2 lutego 2019     | 2 lutego 2019       | Oberstdorf             | Markus Eisenbichler   |
| 17. | 3 lutego 2019     | 3 lutego 2019       | Oberstdorf             | Stefan Kraft          |
| 18. | 8 lutego 2019     | 10 lutego 2019      | Lahti                  | Ryōyū Kobayashi       |
| 19. | 15 lutego 2019    | 16 i 17 lutego 2019 | Willingen              | Markus Eisenbichler   |
| 20. | 8 marca 2019      | 10 marca 2019       | Oslo                   | Robert Johansson      |
| 21. | 11 marca 2019     | 12 marca 2019       | Lillehammer            | Junshirō Kobayashi    |
| 22. | 13 marca 2019     | 14 marca 2019       | Trondheim              | Stefan Kraft          |
| 23. | 15 marca 2019     | 17 marca 2019       | Vikersund              | Ryōyū Kobayashi       |
| 24. | 21 marca 2019     | 22 marca 2019       | Planica                | Ryōyū Kobayashi       |

## Liderzy klasyfikacji generalnej Pucharu Świata
Pozycja lidera Pucharu Świata należy do zawodnika, który w dotychczas rozegranych zawodach zgromadził najwięcej punktów do klasyfikacji generalnej cyklu. W przypadku równej liczby punktów, liderem Pucharu Świata jest ten zawodnik, który ma na swoim koncie więcej wygranych konkursów. W konkursie indywidualnym inaugurującym nowy sezon żółty plastron, przeznaczony dla lidera, nosił Kamil Stoch – zwycięzca poprzedniej edycji PŚ.
| Nr | Zawodnik         | Data objęcia pozycji lidera | Miejscowość | Data utraty pozycji lidera | Miejscowość            | Liczba konkursów |
| -- | ---------------- | --------------------------- | ----------- | -------------------------- | ---------------------- | ---------------- |
| 1. | Jewgienij Klimow | 18 listopada 2018           | Wisła       | 24 listopada 2018          | Ruka                   | 1                |
| 2. | Ryōyū Kobayashi  | 24 listopada 2018           | Ruka        | Zwycięzca PŚ 2018/2019     | Zwycięzca PŚ 2018/2019 | 27               |

## Liderzy klasyfikacji generalnej Pucharu Narodów
Pozycja lidera Pucharu Narodów należy do kraju, który w dotychczas rozegranych zawodach zgromadził najwięcej punktów do klasyfikacji generalnej cyklu.
| Nr | Państwo | Data objęcia pozycji lidera | Miejscowość   | Data utraty pozycji lidera          | Miejscowość                         | Liczba konkursów |
| -- | ------- | --------------------------- | ------------- | ----------------------------------- | ----------------------------------- | ---------------- |
| 1. | Polska  | 17 listopada 2018           | Wisła         | 6 stycznia 2019                     | Bischofshofen                       | 11               |
| 2. | Niemcy  | 6 stycznia 2019             | Bischofshofen | 12 stycznia 2019                    | Predazzo                            | 1                |
| 3. | Polska  | 12 stycznia 2019            | Predazzo      | Zwycięzcy klasyfikacji PN 2018/2019 | Zwycięzcy klasyfikacji PN 2018/2019 | 22               |

## Kwoty startowe
Na podstawie Światowej Listy Rankingowej (WRL) wyznaczone zostaną kwoty startowe dla poszczególnych krajów na dane periody Pucharu Świata 2018/2019. Kwota oznacza maksymalną liczbę reprezentantów, którą dany kraj ma prawo wystawić w zawodach. Państwa niewymienione w tabeli mogą wystawić maksymalnie 2 skoczków. Państwo będące gospodarzem zawodów może w swoim kraju dwa razy w sezonie wystawić dodatkowo grupę krajową, składającą się z maksymalnie 6 skoczków.
W przypadku, gdy w dany weekend rozgrywane są zawody indywidualne i drużynowe, każdy kraj mający kwotę niższą niż 4 skoczków, wyjątkowo może wystawić do konkursu indywidualnego 4 zawodników posiadających prawo startu w PŚ.

### Informacje o periodach
- I period: Letnie Grand Prix
- II period: Letnie Grand Prix
- III period: 17 listopada – 16 grudnia (7 konkursów indywidualnych, 1 drużynowy)
- IV period: 30 grudnia – 6 stycznia (4 konkursy)
- V period: 12 stycznia – 27 stycznia (5 konkursów indywidualnych, 1 drużynowy)
- VI period: 1 lutego – 17 lutego (6 konkursów indywidualnych, 2 drużynowe)
- VII period: 9 marca – 24 marca (6 konkursów indywidualnych, 3 drużynowe)

| I i II period     | III period        | III period | IV Period         | IV Period | V Period          | V Period | VI Period         | VI Period | VII Period        | VII Period |
| ----------------- | ----------------- | ---------- | ----------------- | --------- | ----------------- | -------- | ----------------- | --------- | ----------------- | ---------- |
| Letnie Grand Prix |                   |            |                   |           |                   |          |                   |           |                   |            |
| Kw.               | Reprezentacja     | Kw.        | Reprezentacja     | Kw.       | Reprezentacja     | Kw.      | Reprezentacja     | Kw.       | Reprezentacja     |            |
| 7                 | Austria           | 7          | Niemcy            | 7         | Austria           | 7        | Austria           | 7         | Austria           |            |
| 7                 | Niemcy            | 7          | Norwegia          | 7         | Japonia           | 7        | Niemcy            | 7         | Niemcy            |            |
| 7                 | Słowenia          | 7          | Polska            | 7         | Norwegia          | 7        | Słowenia          | 7         | Norwegia          |            |
| 6                 | Japonia           | 6          | Austria           | 6         | Słowenia          | 6        | Japonia           | 6         | Japonia           |            |
| 6                 | Norwegia          | 6          | Japonia           | 6         | Polska            | 6        | Norwegia          | 6         | Polska            |            |
| 6                 | Polska            | 6          | Słowenia          | 6         | Niemcy            | 6        | Polska            | 6         | Słowenia          |            |
| 4                 | Czechy            | 4          | Czechy            | 4         | Rosja             | 4        | Rosja             | 4         | Rosja             |            |
| 4                 | Rosja             | 4          | Rosja             | 4         | Szwajcaria        | 4        | Szwajcaria        | 4         | Szwajcaria        |            |
| 4                 | Szwajcaria        | 4          | Szwajcaria        | 3         | Bułgaria          | 3        | Bułgaria          | 3         | Bułgaria          |            |
| 3                 | Bułgaria          | 3          | Bułgaria          | 3         | Czechy            | 3        | Czechy            | 3         | Czechy            |            |
| 3                 | Kanada            | 3          | Finlandia         | 3         | Finlandia         | 3        | Finlandia         | 3         | Finlandia         |            |
| 3                 | Stany Zjednoczone | 3          | Kanada            | 3         | Kanada            | 3        | Kanada            | 3         | Kanada            |            |
| 3                 | Włochy            | 3          | Stany Zjednoczone | 3         | Stany Zjednoczone | 3        | Stany Zjednoczone | 3         | Stany Zjednoczone |            |
| –                 | –                 | 3          | Włochy            | 3         | Włochy            | 3        | Włochy            | –         | –                 |            |

### Grupa krajowa
Państwo będące gospodarzem zawodów może dwa razy w sezonie wystawić dodatkowo (w kwalifikacjach) grupę krajową, składającą się maksymalnie z 6 skoczków. W tabeli poniżej podano liczbę jej członków (o ile wykorzystano ten przywilej).
| Wisła HS134 | Ruka HS142 | Ruka HS142 | Niżny Tagił HS134 | Niżny Tagił HS134 | Engelberg HS140 | Engelberg HS140 | Oberstdorf HS137 | Garmisch-Partenkirchen HS140 | Innsbruck HS130 | Bischofshofen HS140 | Predazzo HS135 | Predazzo HS135 | Zakopane HS140 | Sapporo HS140 | Sapporo HS140 | Oberstdorf HS235 | Oberstdorf HS235 | Oberstdorf HS235 | Lahti HS130 | Willingen HS145 | Willingen HS145 | Oslo HS134 | Lillehammer HS140 | Trondheim HS140 | Vikersund HS240 | Planica HS240 | Planica HS240 |
| ----------- | ---------- | ---------- | ----------------- | ----------------- | --------------- | --------------- | ---------------- | ---------------------------- | --------------- | ------------------- | -------------- | -------------- | -------------- | ------------- | ------------- | ---------------- | ---------------- | ---------------- | ----------- | --------------- | --------------- | ---------- | ----------------- | --------------- | --------------- | ------------- | ------------- |
| 6           | 6          | 6          | 6                 | 6                 | –               | –               | 6                | 6                            | 6               | 6                   | 2              | 2              | 5              | 6             | 6             | –                | –                | –                | –           | –               | –               | 6          | 6                 | –               | –               | 6             | –             |